# Dannenberg (Elbe)
Dannenberg is een gemeente in de Duitse deelstaat Nedersaksen. De gemeente maakt deel uit van de Samtgemeinde Elbtalaue in het Landkreis Lüchow-Dannenberg. Dannenberg (Elbe) telt 8.117 inwoners.
Het stadje ligt in de streek Wendland. Dannenberg is de hoofdstad van de Samtgemeinde Elbtalaue. Zuidelijke buurstad is Lüchow.
De gemeente ligt voor de oostelijke helft in een laag, drassig rivieroevergebied. Het is door kleine watertjes doorsneden polderland. Dannenberg zelf al ligt op een daar iets boven uitstekende rug. Meer naar het westen  is het terrein hoger. Het is een, door beekjes doorsneden, overgangszone naar het heuvelachtige  bosgebied Göhrde, en naar de heuvelrug Drawehn , die aan de oostkant van de Lüneburger Heide ligt.

## Gemeentelijke samenstelling
De stad Dannenberg werd ten gevolge van een gemeentelijke herindeling in 1971 en 1972 uit 28, tot dan toe zelfstandige, gemeenten samengevoegd en bestaat uit de volgende plaatsen (Stadtteile):
- Breese in der Marsch, Bückau, Dambeck, Dannenberg, Groß Heide, Gümse, Klein Heide, Liepehöfen, Lüggau, Nebenstedt, Neu Tramm, Niestedt, Penkefitz, Pisselberg, Prabstorf, Predöhlsau (tot 16 maart 1936 Predöhl), Prisser, Riekau, Riskau, Schaafhausen, Schmarsau, Seedorf, Seybruch, Soven, Splietau, Streetz, Tramm en Tripkau.

Alleen Dannenberg is een stadje, de andere zijn meest zeer kleine, agrarisch georiënteerde, dorpen en gehuchten. Enkele zijn oude Rundlinge of restanten daarvan.
De gemeente Prisser, met de wijken Niestedt, Schmarsau en Neu Lebbien, werd al in 1971 toegevoegd. Tot 1972 behoorde Riekau, Tramm en Neu Tramm tot de gemeente Schaafhausen; Dambeck, Gümse, Seedorf en Breese Siedlung tot de gemeente Breese in der Marsch; Seybruch tot de gemeente Splietau en het Strachauer Rad tot de gemeente Penkefitz.

### Bijzonderheden inzake enkele stadsdelen van Dannenberg
- Gümse ligt 1,5 km ten noordoosten van de stad in het laagland, bij de Gümser See. In 1974 vestigde zich hier de Werkstatt Rixdorfer Drucke met als initiatiefnemer de grafisch kunstenaar Arno Waldschmidt (1936 - 2017). Dit is een kunstenaarscollectief, dat zich vooral toelegt op grafische kunst en het op artistieke wijze illustreren van literair werk.
- Klein Heide, 4 km ten zuidoosten van Dannenberg, is een zeer klein Rundlingsdorf, gelegen op een terp. In de omgeving van dit dorpje, dat nabij enkele vogelreservaten ligt, komt de zeldzame vogel ortolaan nog voor.
- Neu Tramm ligt circa 5 km ten zuiden van het centrum van Dannenberg. Het gehucht bestaat voornamelijk uit de uitgestrekte, voormalige kazerne met bijgebouwen. Dit complex wordt voor verschillende doeleinden gebruikt, waaronder als commandocentrum voor hulpdiensten in geval van noodsituaties en als brandweermuseum.
- Prisser heeft zich ontwikkeld tot een vrij uitgebreide stadswijk aan de zuidwestkant van Dannenberg. De Bundesstraße 191 loopt erdoorheen.
- Splietau, circa anderhalve kilometer ten oost-zuidoosten van de stad, is met circa 200 inwoners van alle stadsdelen nog een van de grootste.

## Verkeer en vervoer

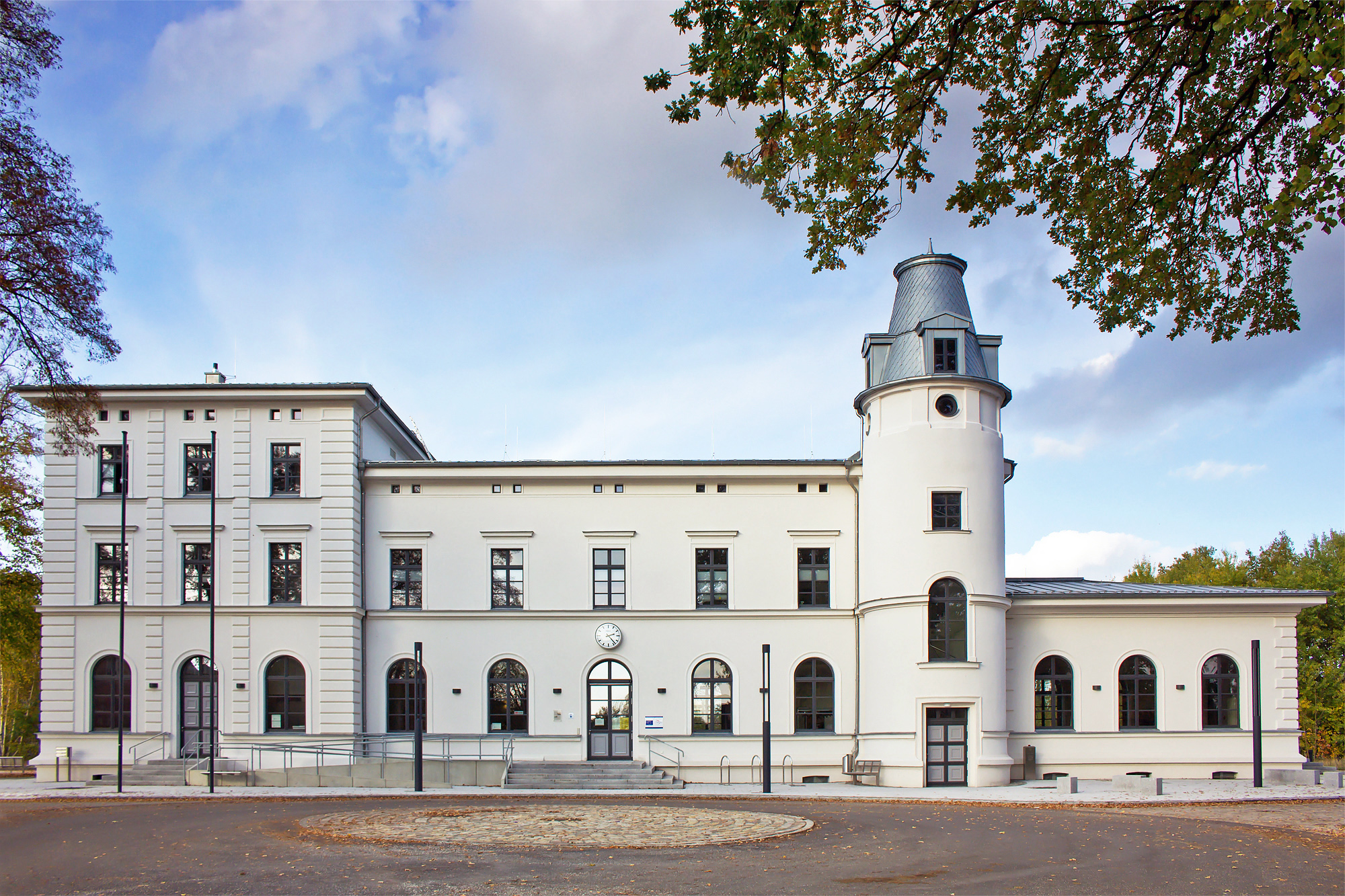
Station Dannenberg Ost

De stad ligt aan het, niet voor vrachtschepen bevaarbare, riviertje de Jeetzel. Enkele kilometers stroomafwaarts, in het naburige stadje Hitzacker, mondt dit uit in de Elbe. De Jeetzel loopt sedert de jaren-1950 door een kanaalachtige bedding ten westen van de stad. Ten oosten van de stad vloeit nog wat water door de vroegere bedding, de Alte Jeetzel, die aan de oostkant van Dannenberg naar het meer Thielenburger See loopt.
Dannenberg ligt aan de volgende hoofdverkeerswegen:
- De Bundesstraße 191 vanuit het zuidwesten (Celle en Uelzen) richting de brug over de Elbe bij Gusborn, Ludwigslust, Parchim en Plau am See
- De B216 vanuit het noordwesten (Lüneburg); deze eindigt in Dannenberg.
- De B248 vanuit Braunschweig in het zuiden; deze eindigt eveneens te Dannenberg.
- De Bundesstraße 248a takt van de B248 af.

Van de, ten tijde van de Tweede Wereldoorlog nog vele, spoorwegstations in de gemeente is alleen station Dannenberg Ost nog in gebruik. Het is via een kleine lokaalspoorlijn, zie: Spoorlijn Wittenberge - Jesteburg, met Station Lüneburg verbonden, er rijden echter slechts gemiddeld 5 keer per dag stoptreinen op dit traject.

## Geschiedenis

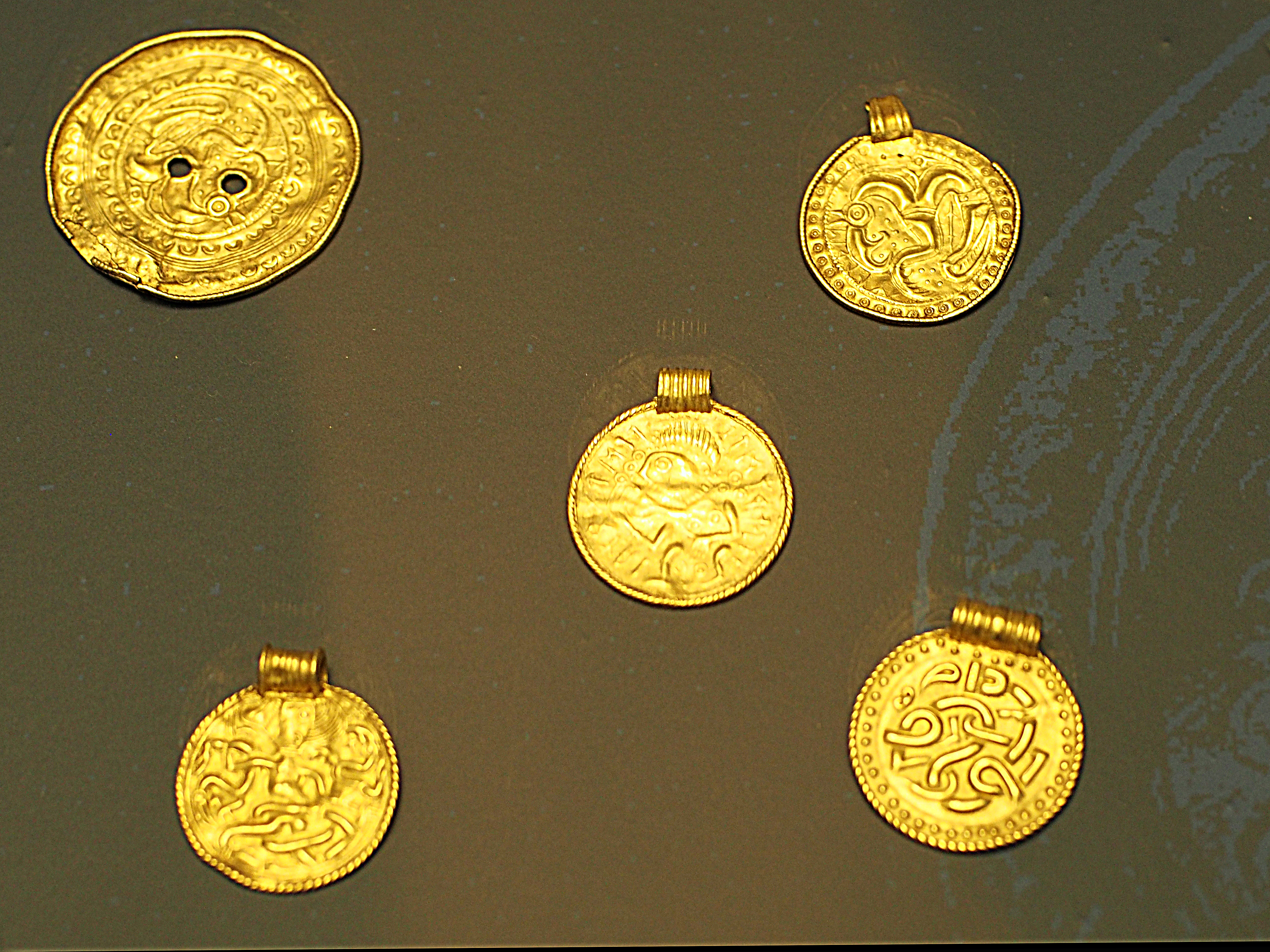
De bracteaten van Nebenstedt (coll. Landesmuseum Hannover)
Noord-Duitse graafschappen omstreeks 1250; Dannenberg donkerrood, middenop de kaart
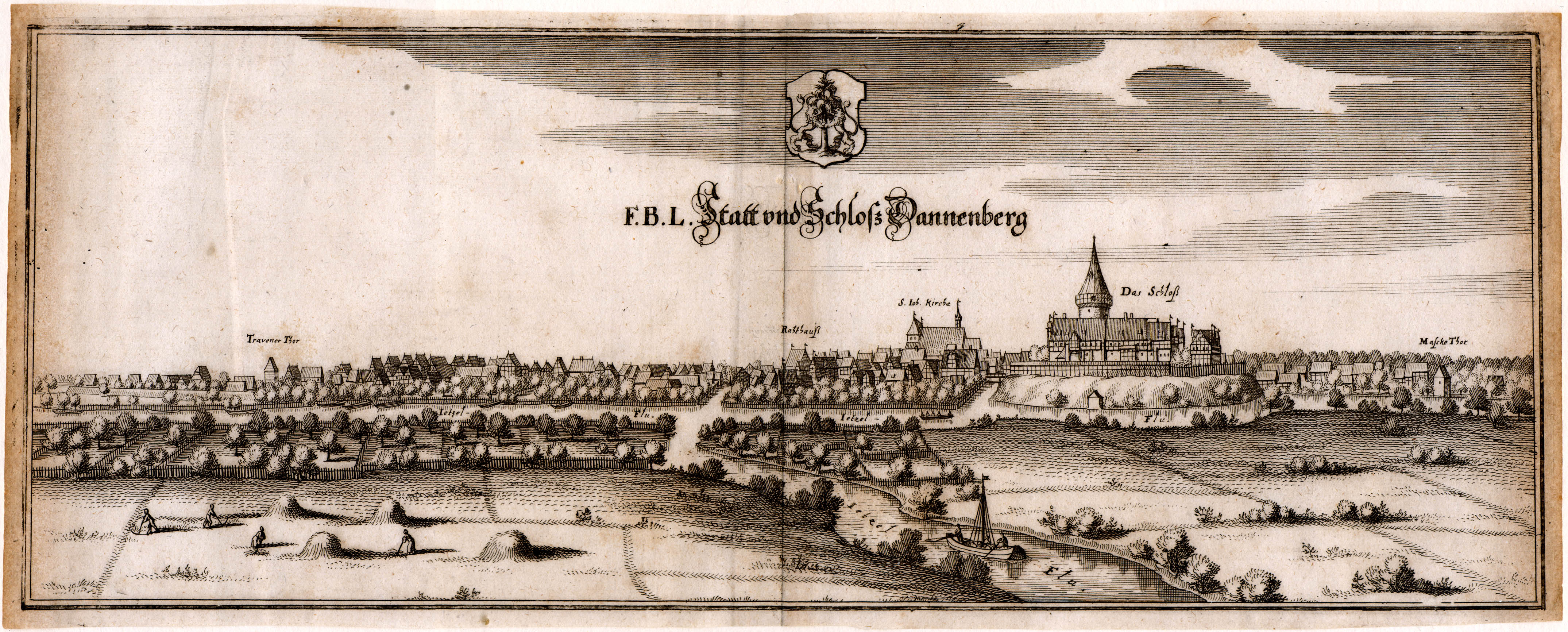
Merian-prent van Dannenberg, circa 1645
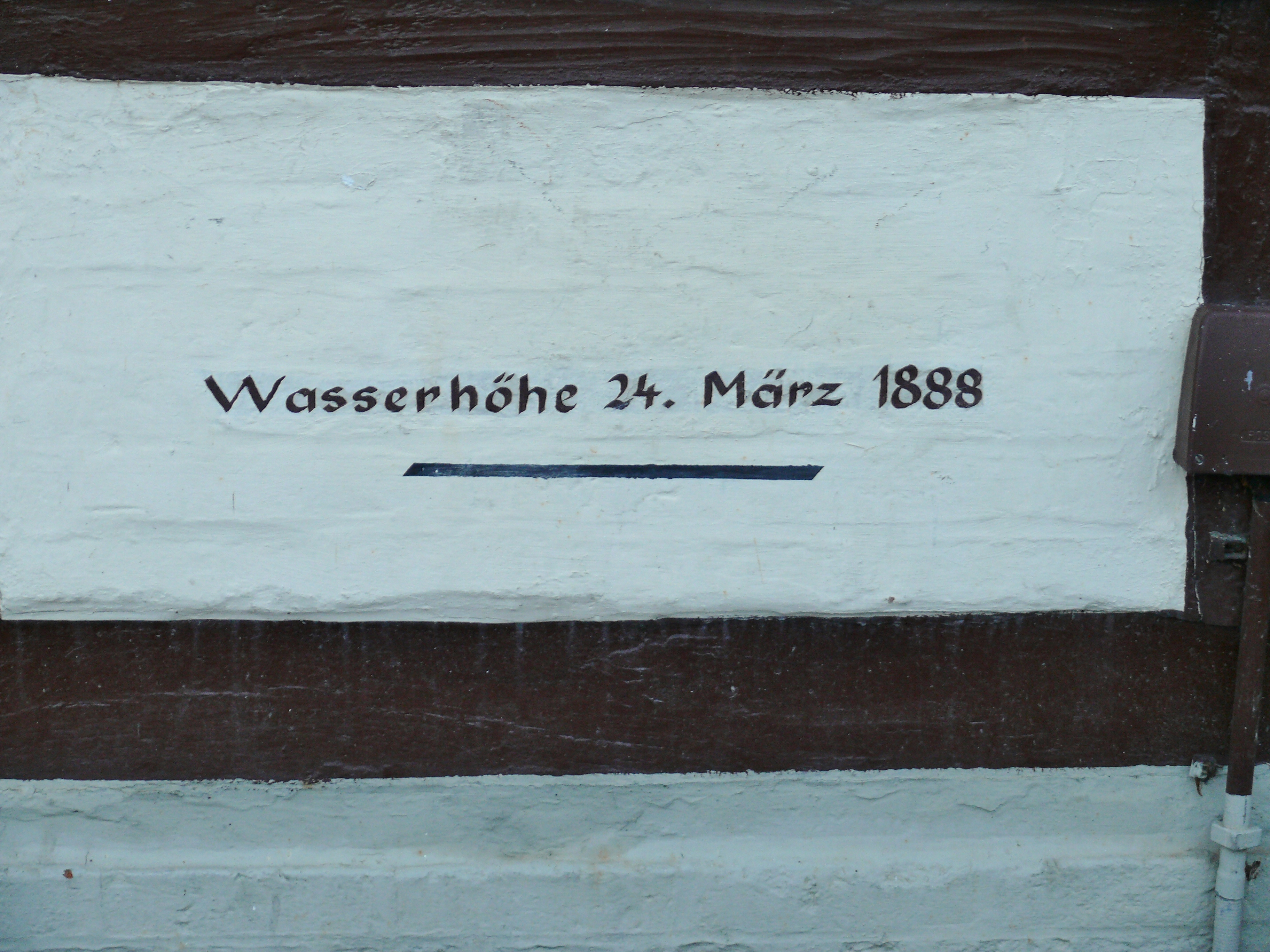
Markering hoogwater overstroming 24 maart 1888
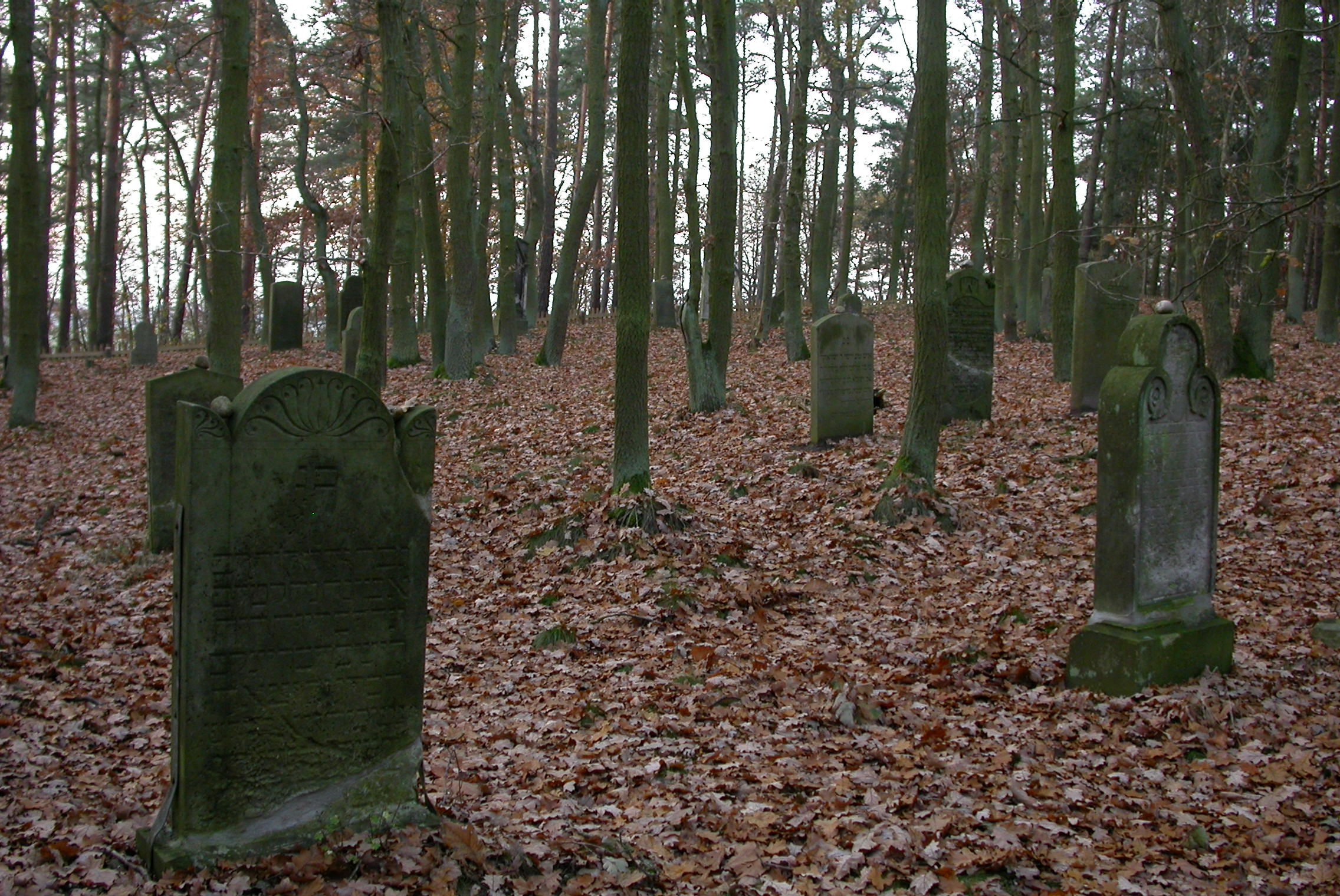
Joodse begraafplaats Dannenberg bij Prisser, 2 km ten westen van de stad
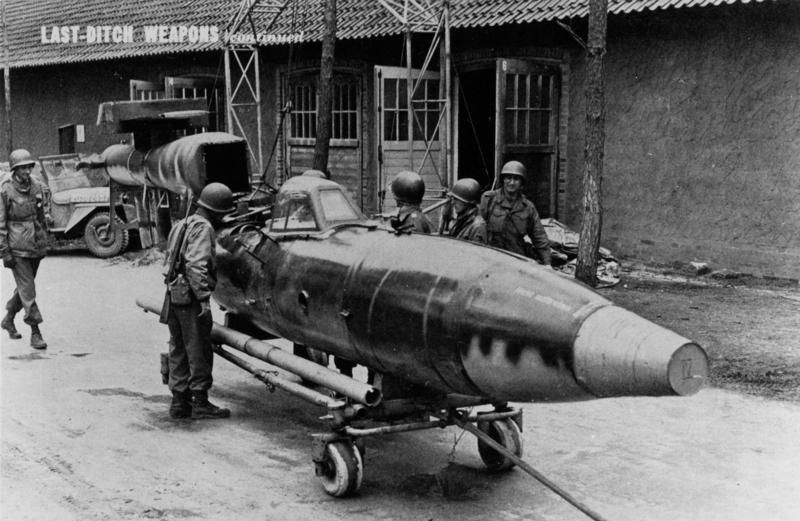
April 1945. Een Amerikaanse soldaat met een in Neu Tramm buitgemaakte raket, mogelijk een V1.

Het gebied rond Dannenberg was al vroeg bewoond. In de 6e eeuw is een aantal bracteaten, dunne metalen schijfjes, deels uit goud bestaande, bij Nebenstedt in het veen geworpen, wellicht als offergave aan goden of voorouders. De bracteaten werden bij veenafgravingen in 1859 gevonden. Op de schijfjes zijn, ten dele ontcijferde, runeninscripties aangebracht. De betekenis van deze runenteksten is onduidelijk. De stad ontstond in de 9e eeuw als een Polabische nederzetting. In hun taal heette de stad Weidars of Woikam. 
In 1153 wordt de Burcht Dannenberg, in 1157 de plaats Dannenberg voor het eerst in een document vermeld. Dannenberg was de hoofdstad van een klein graafschap, dat van 1153 tot 1303 zou blijven bestaan. Hertog  Hendrik de Leeuw had de burcht en de latere stad laten bouwen. De burcht kwam in het licht der geschiedenis,  toen graaf Hendrik I van Schwerin in opstand  kwam tegen zijn leenheer, koning Waldemar II van Denemarken, en deze in de burcht van Dannenberg liet opsluiten (1223-1224). De ronde, omstreeks 1200 gebouwde, bergfried van de burcht, die er nog steeds staat, heet daarom de Waldemarturm. Waldemar moest na zijn vrijlating zijn aanspraken op Noord-Duitsland laten vallen. Toen hij toch een militaire wraakexpeditie ondernam, eindigde deze voor Waldemar II catastrofaal.   Hij leed een nederlaag  in de Slag bij Bornhöved (1227).
Vanaf 1303 behoorde het stadje (in 1293 wordt Dannenberg voor het eerst stad genoemd) tot het Vorstendom Lüneburg, zij het dat er van 1569 tot 1671 een onder dit vorstendom ressorterende Heerlijkheid Dannenberg bestond. Dit zich politiek soms zeer onafhankelijk gedragende staatje  werd vanuit een nieuw kasteel in de stad Dannenberg bestuurd, dat op de plaats van de oude burcht werd gebouwd; de ronde Waldemartoren bleef staan. In de 18e eeuw ging het Vorstendom Lüneburg op in het Keurvorstendom Brunswijk-Lüneburg, en na de Napoleontische tijd in het Koninkrijk Hannover, dat in 1866 weer in Pruisen opging en vanaf 1871 deel werd van het Duitse Keizerrijk.
In 1483 en 1608 werd Dannenberg door stadsbranden grotendeels verwoest. In de 18e eeuw werd het kasteel, dat overbodig was geworden, en niet meer werd onderhouden, op de Waldemartoren na gesloopt. Op zijn plaats verrees in de 19e eeuw een Amtshof, waarin nu nog het stedelijke Amtsgericht is gevestigd.
In de 19e eeuw zijn diverse, tot de huidige gemeente Dannenberg behorende, kleine dorpen, die uit dicht opeen staande boerderijen bestonden, afgebrand en daarna in een ruimere structuur herbouwd. 
Van 1844 tot 1891 beschikte de Joodse gemeenschap in Dannenberg over een eigen synagoge. Daarna nam het aantal Joden sterk af, tot bij het begin van de Holocaust minder dan tien. Bij Prisser, ten westen van de stad, bestaat nog een Joodse begraafplaats.
In 1872 verkreeg Dannenberg aansluiting op het spoorwegnet. In 1873 werd een spoorbrug over de Elbe gebouwd, die in de Tweede Wereldoorlog, in 1945, werd verwoest. In diezelfde oorlog werd Dannenberg, toen nog een spoorwegknooppunt, doelwit van enige geallieerde luchtaanvallen. De zwaarste daarvan was op 22 februari 1945. Daarbij vielen ten minste 85 doden. Neu Tramm had vanaf circa 1939 een kazerne van de Wehrmacht. In april 1945 werd Dannenberg door Amerikaanse troepen van de nazi's bevrijd. De kazerne te Neu Tramm is na de oorlog van circa 1951-1974 bij de Bundesgrenzschutz in gebruik geweest.
Totdat dit in de jaren-1950 werd gekanaliseerd, had het stadje regelmatig te lijden van overstromingen van het riviertje de Jeetzel.
In de periode 1949 - 1990 lag Dannenberg dicht bij de grens met de DDR. Daardoor ontstond de Duits-Duitse grens, en die maakte, dat de streek vooral economisch geïsoleerd raakte, en dat er zich bijvoorbeeld bijna geen industrie vestigde. Verscheidene weg- en spoorwegverbindingen werden na 1949 verbroken, waaronder de Elbe-spoorbrug, die niet herbouwd werd. Na de Duitse hereniging (1990) werden de wegverbindingen  en het scheepvaartverkeer over de Elbe hersteld. De gemeente besloot, vanaf 1990 haar beleid te richten op de ontwikkeling van het toerisme.

## Bezienswaardigheden
- De schilderachtige, smalle maar zeer langgerekte, oude binnenstad van Dannenberg
- Stadsmuseum en marionettentheater, beide in de toren Waldemarturm. Deze 33 meter hoge toren, met tot 3,5 meter dikke muren, en buitenom een 18e-eeuws traptorentje, is het enige restant van betekenis van de Burcht Dannenberg.  In het inwendige bevindt zich een vergeetput, maar koning Waldemar II heeft vermoedelijk daar niet gevangen gezeten.
- Brandweermuseum in stadsdeel Neu Tramm
- Watersportmogelijkheden o.a. op de Jeetzel en de in de jaren-1980 aangelegde Thielenburger See, waar ook een camping aanwezig is.
- Wandel- en fietsmogelijkheden in de omgeving; de gemeente biedt uiteenlopend natuurschoon.
  - Enkele kilometers ten westen van Dannenberg, in de uitlopers van de Drawehn, ligt het ecologisch waardevolle, 37 hectare grote natuurreservaat Maujahn. Het is een in een kom gelegen stuk levend hoogveen. Er komen zeldzame, beschermde planten voor, zoals de veenbloembies en het eenarig wollegras.
- Er is een uitzichtpunt over de Elbe ingericht op het westelijke eind van de in 1945 verwoeste spoorbrug over deze rivier.

## Partnergemeente
Dannenberg onderhoudt een jumelage met Łask in Polen (sedert 6 november 1999).

## Afbeeldingen

### In Dannenberg zelf

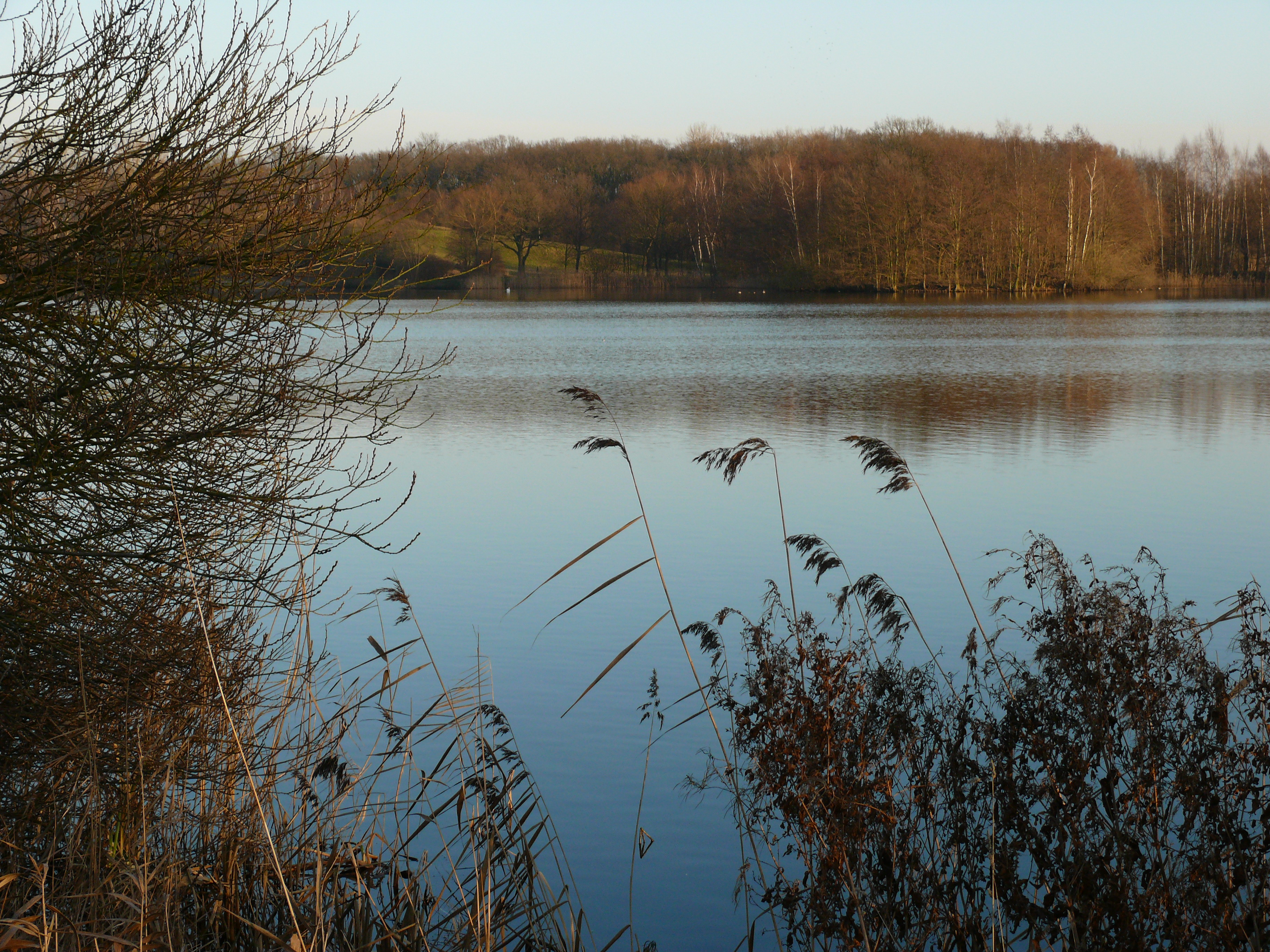
De Thielenburger See, een meer dichtbij Dannenberg
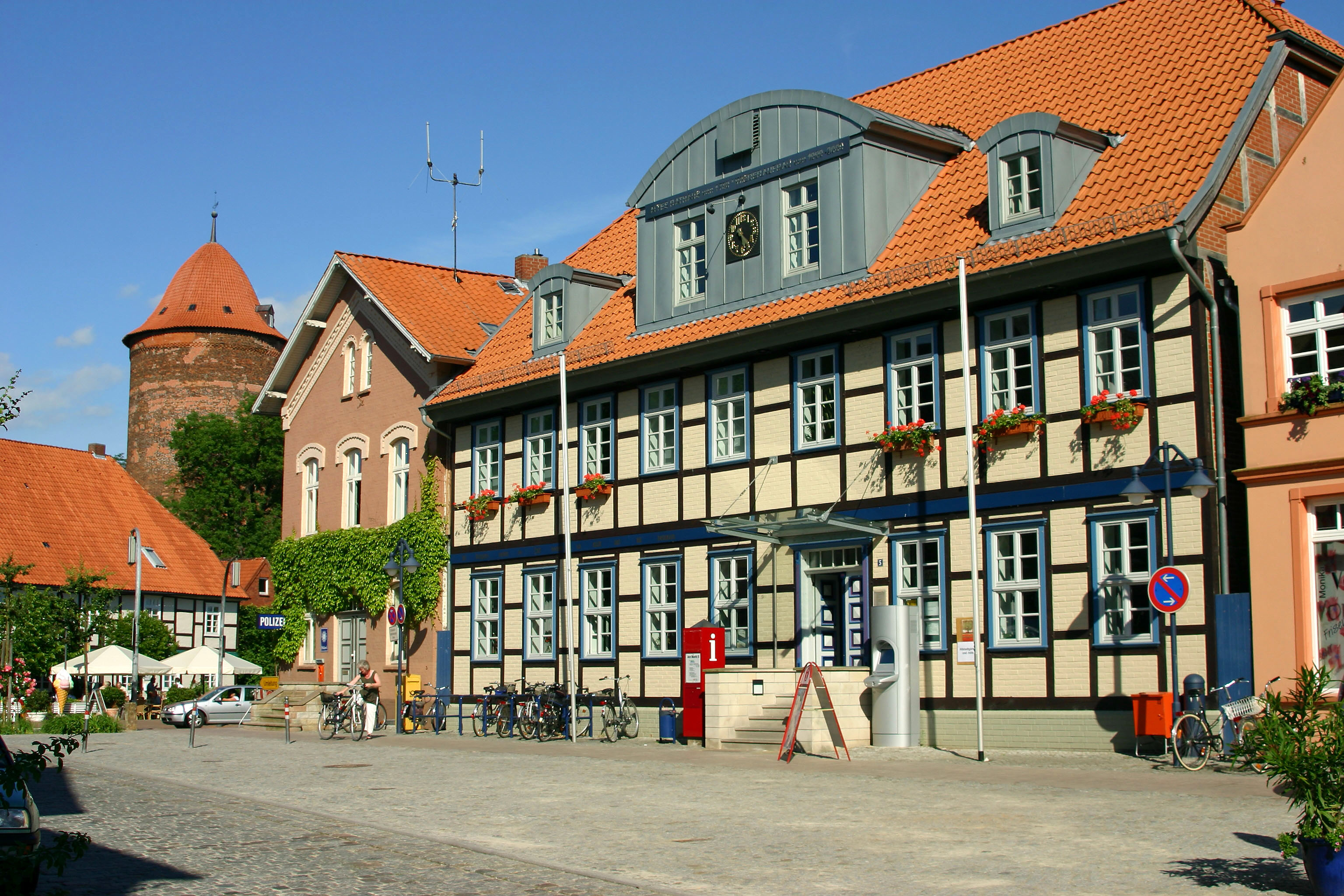
Oude stadhuis, thans tourist information en klein museum
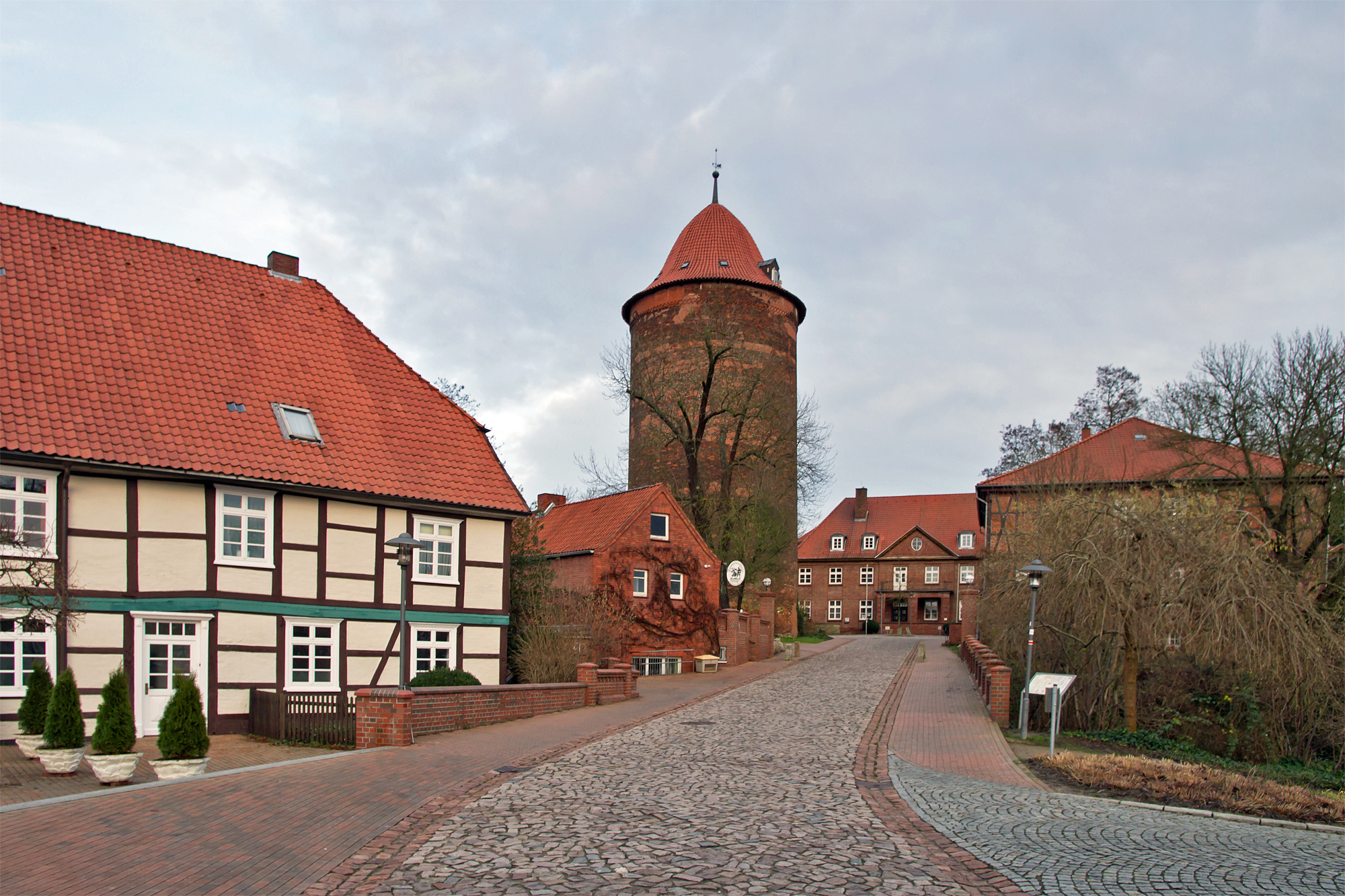
De toren Waldemarturm (1); op de achtergrond het Amtsgericht van Dannenberg
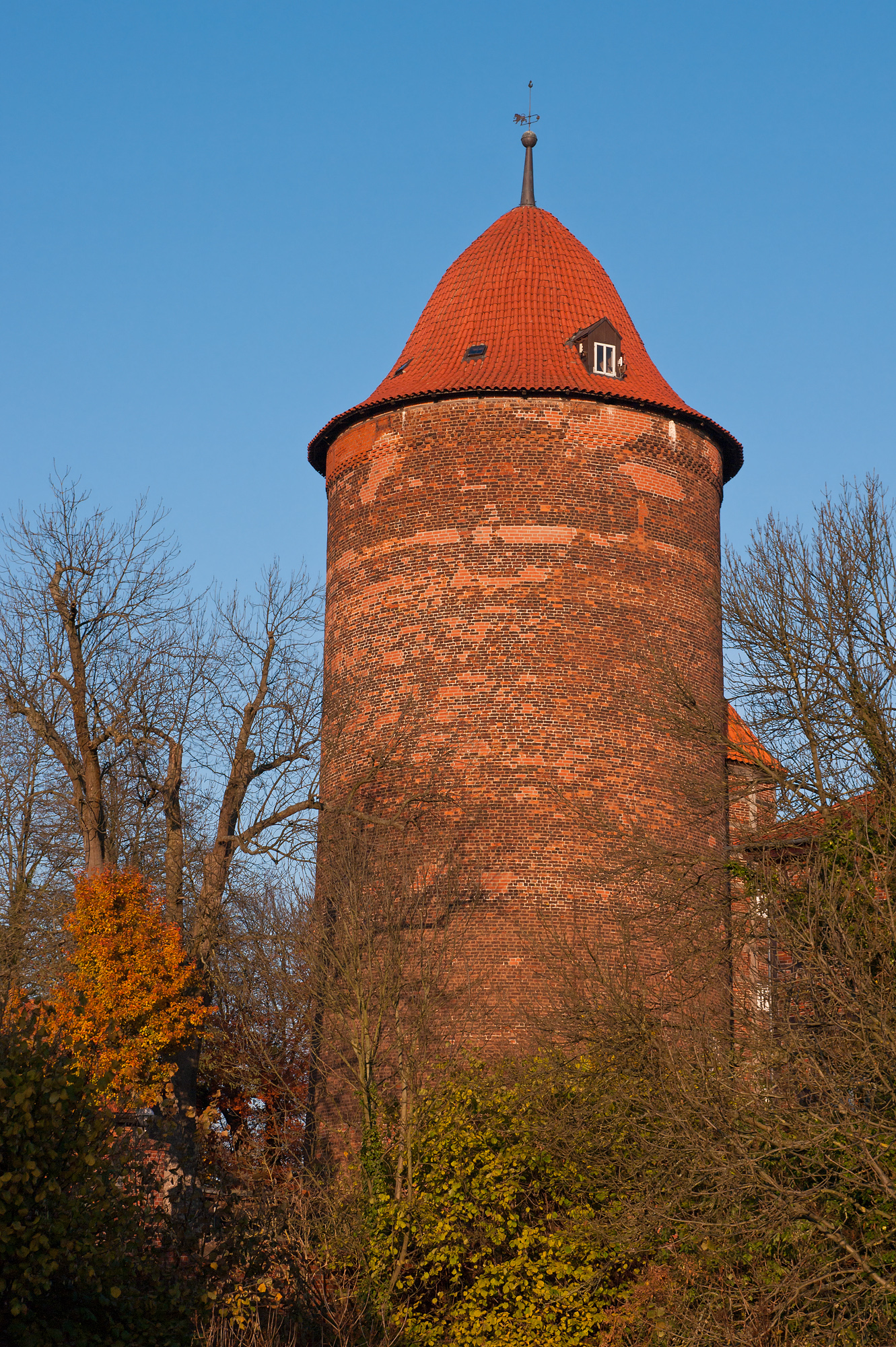
De toren Waldemarturm (2)
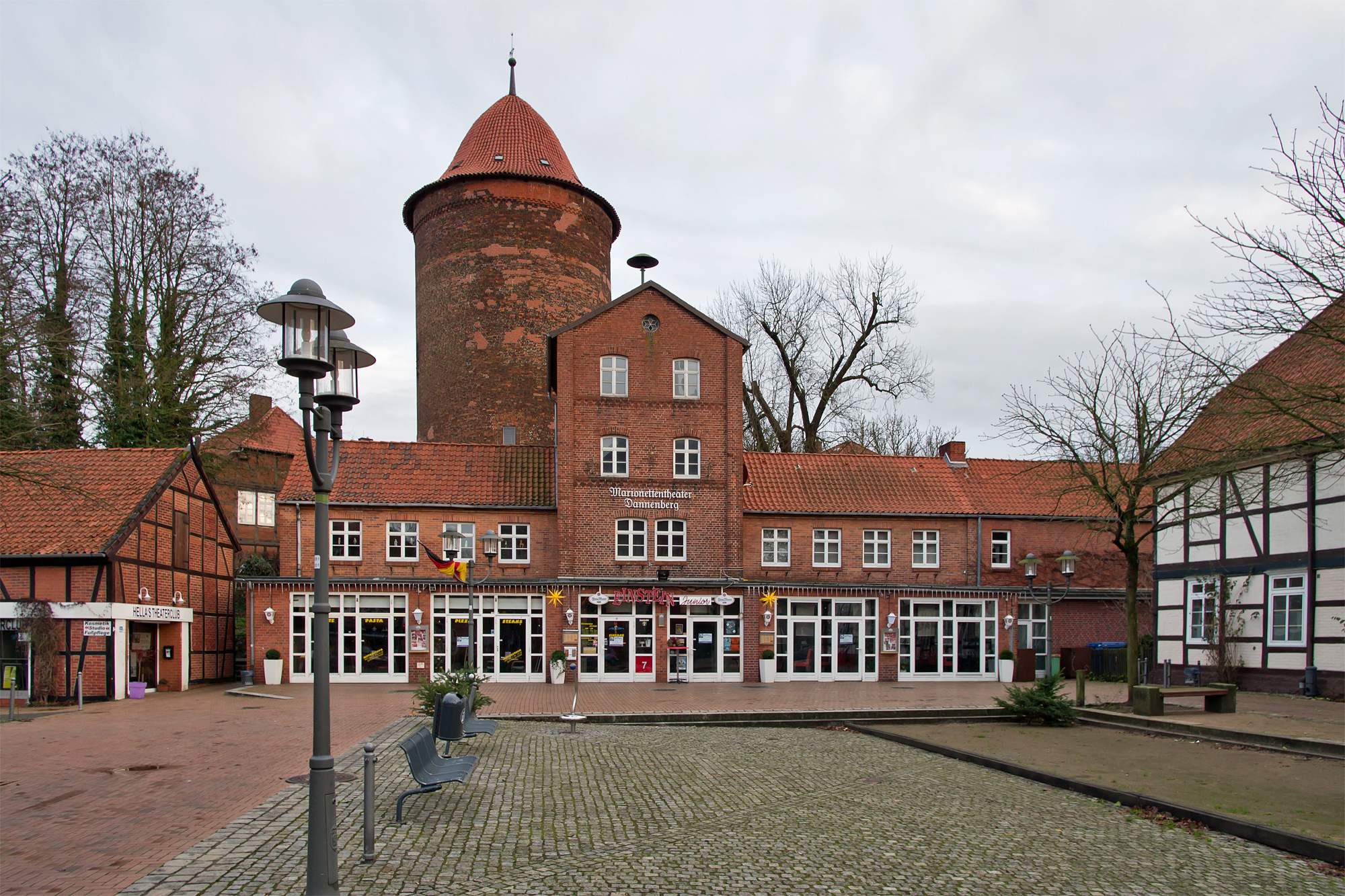
Het plein Kuhmarkt
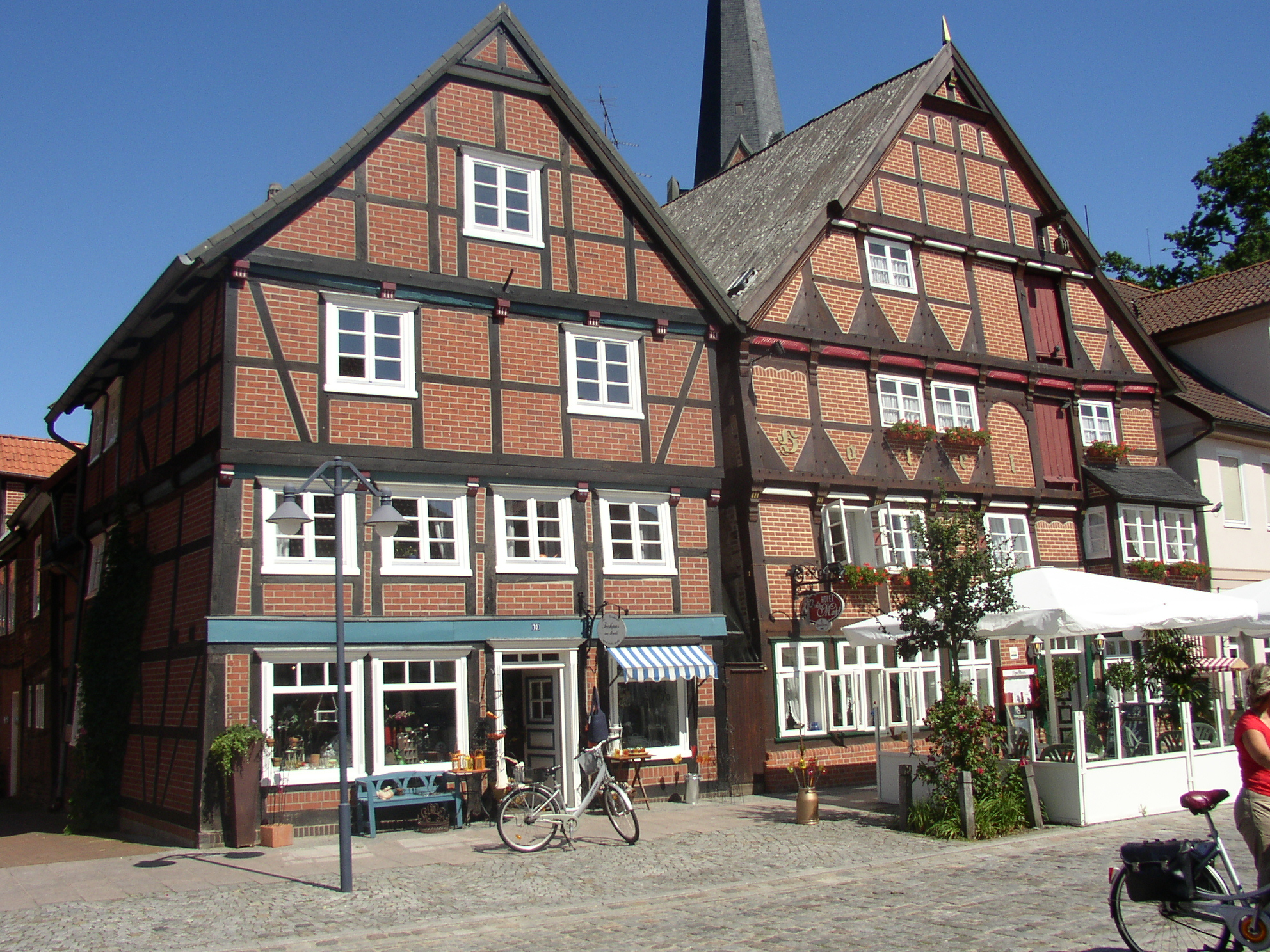
Oude huizen aan de Markt, o.a. rechts het Gasthaus Gundelfinger (1608)
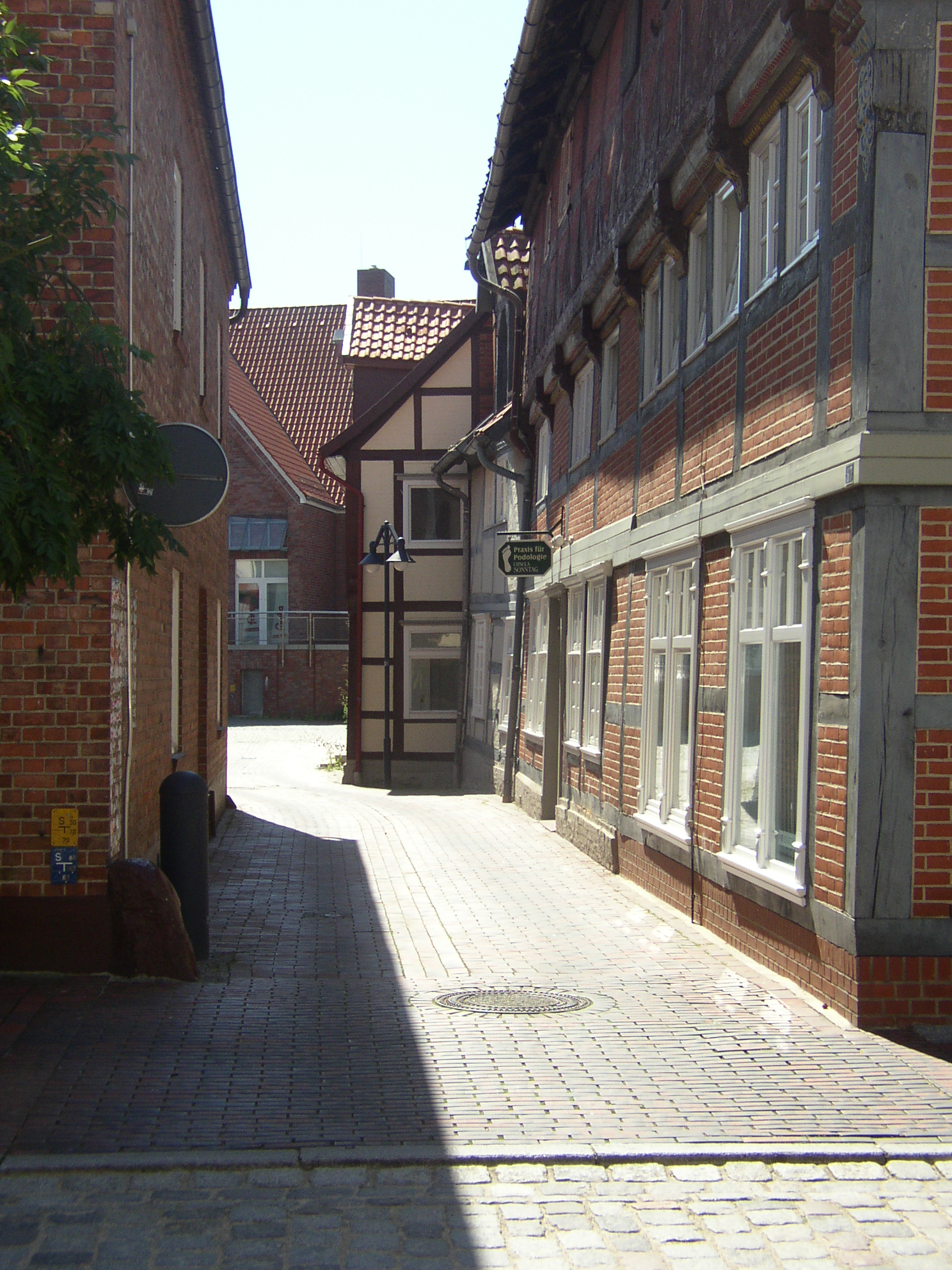
Het plein Adolfsplatz
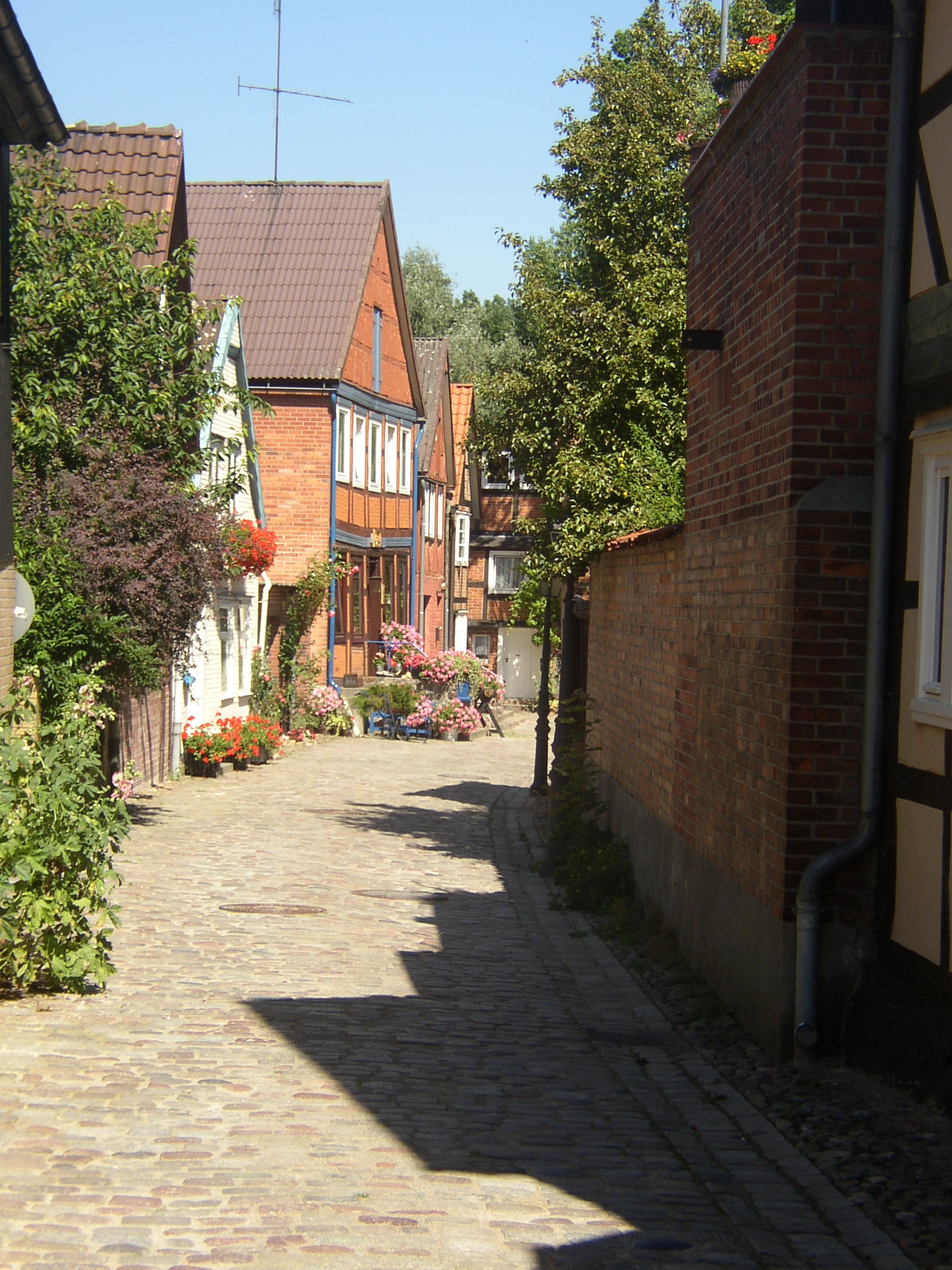
De Fischerstraße in de stad, (tot 1748 Judengasse geheten), vanuit de Lange Straße gezien
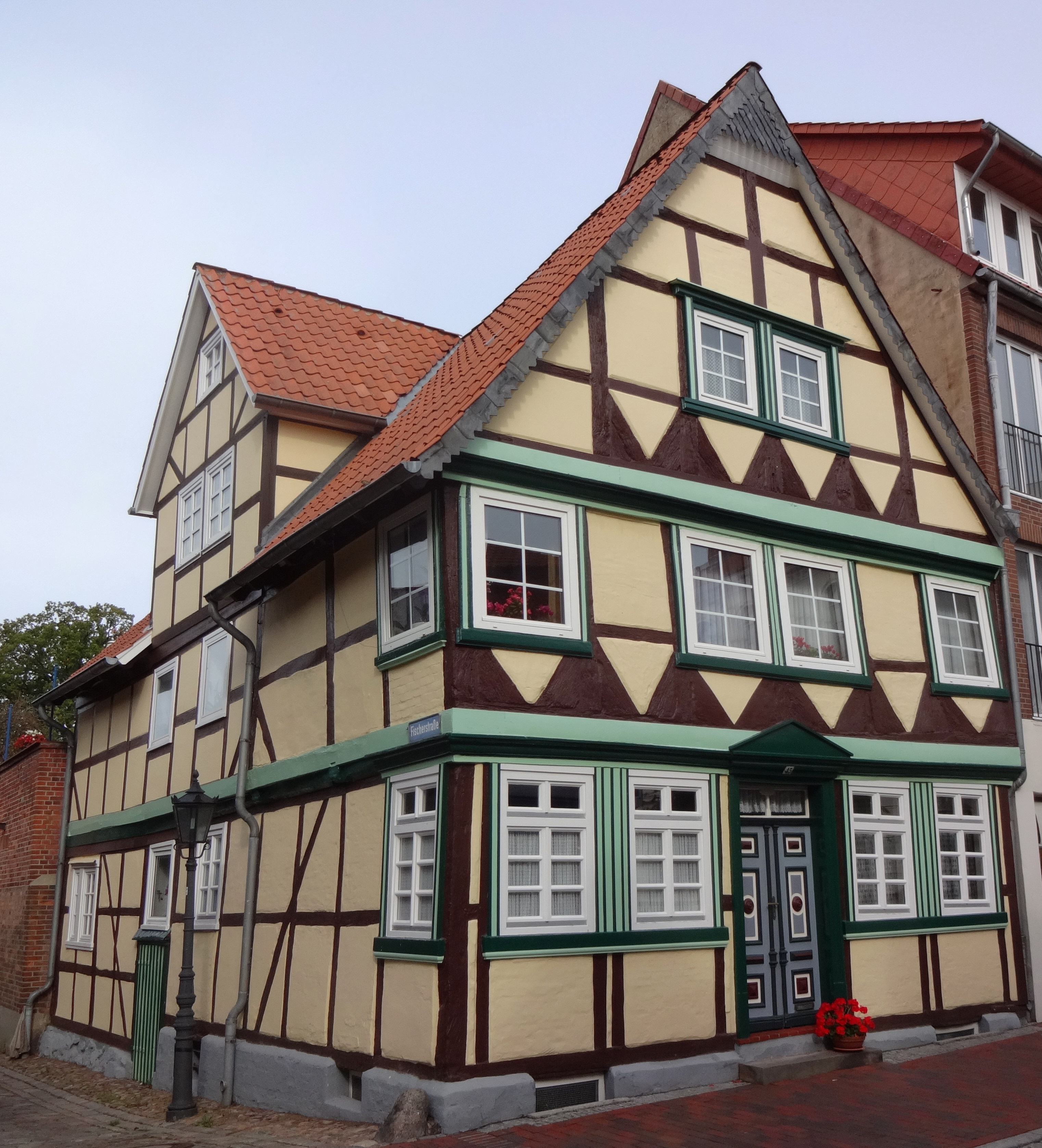
Vakwerkhuis in Dannenberg, Lange Straße 45
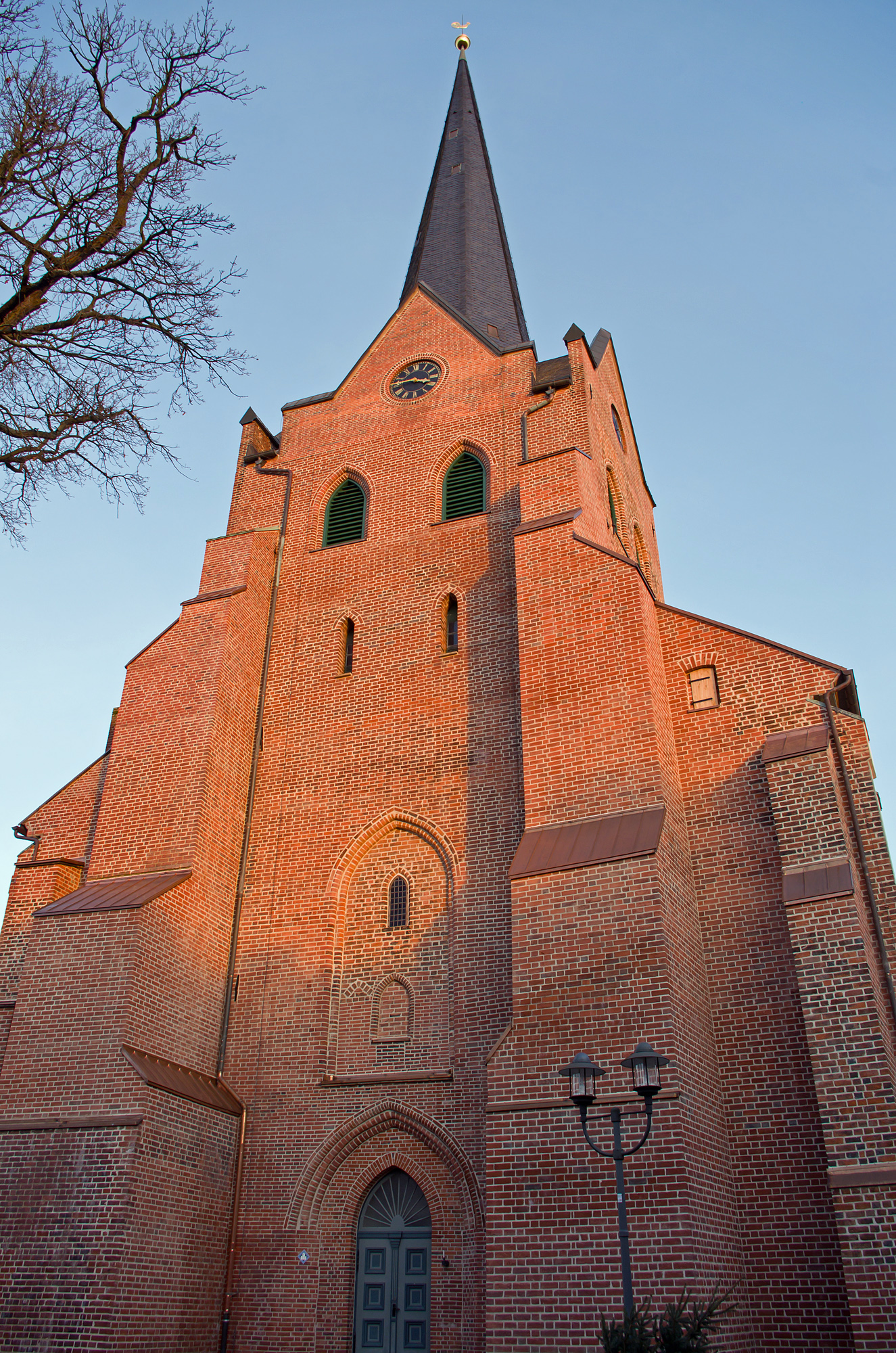
Evangelisch-lutherse St. Johanneskerk (14e eeuw)
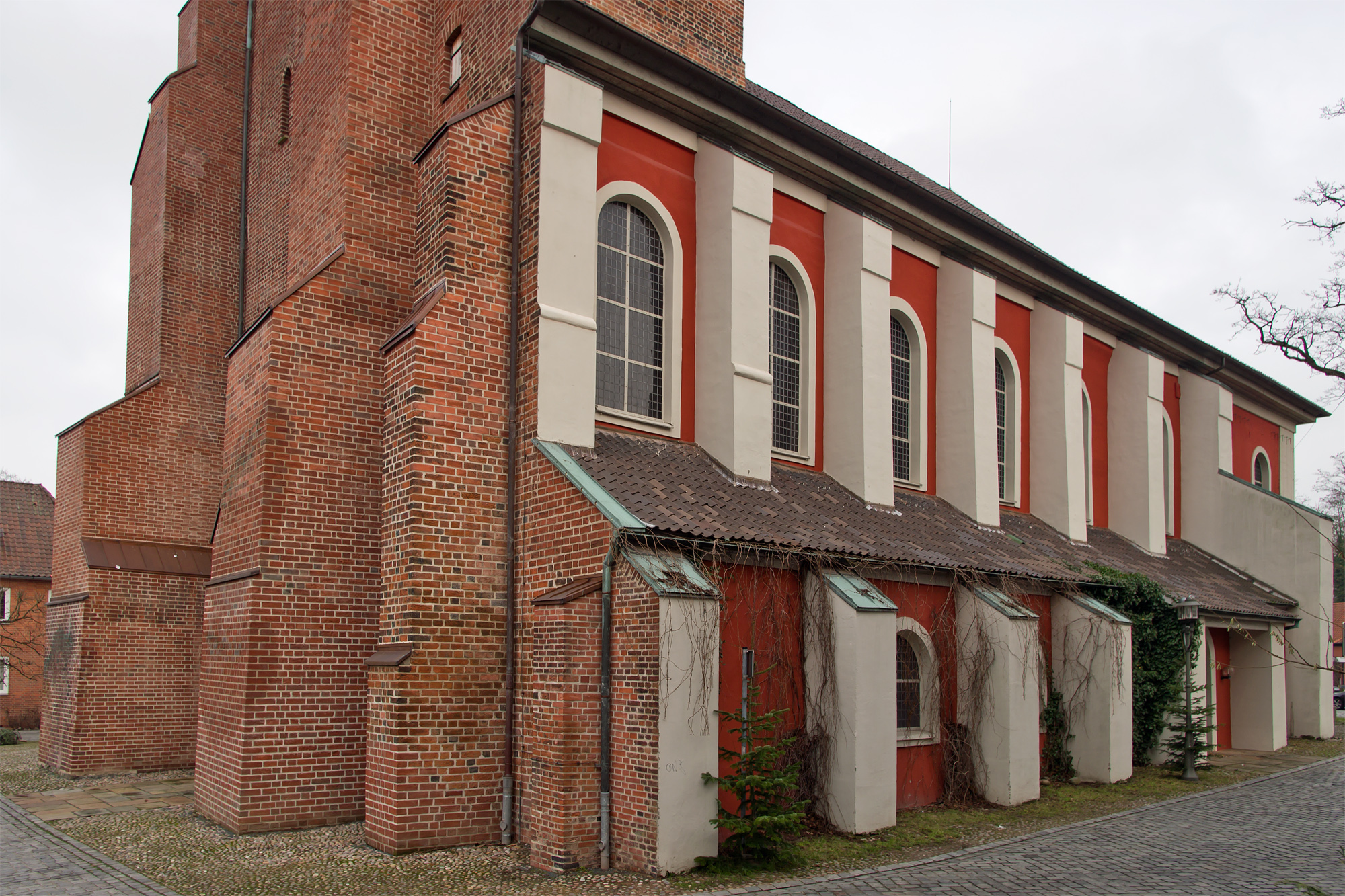
Zijkant van dit kerkgebouw
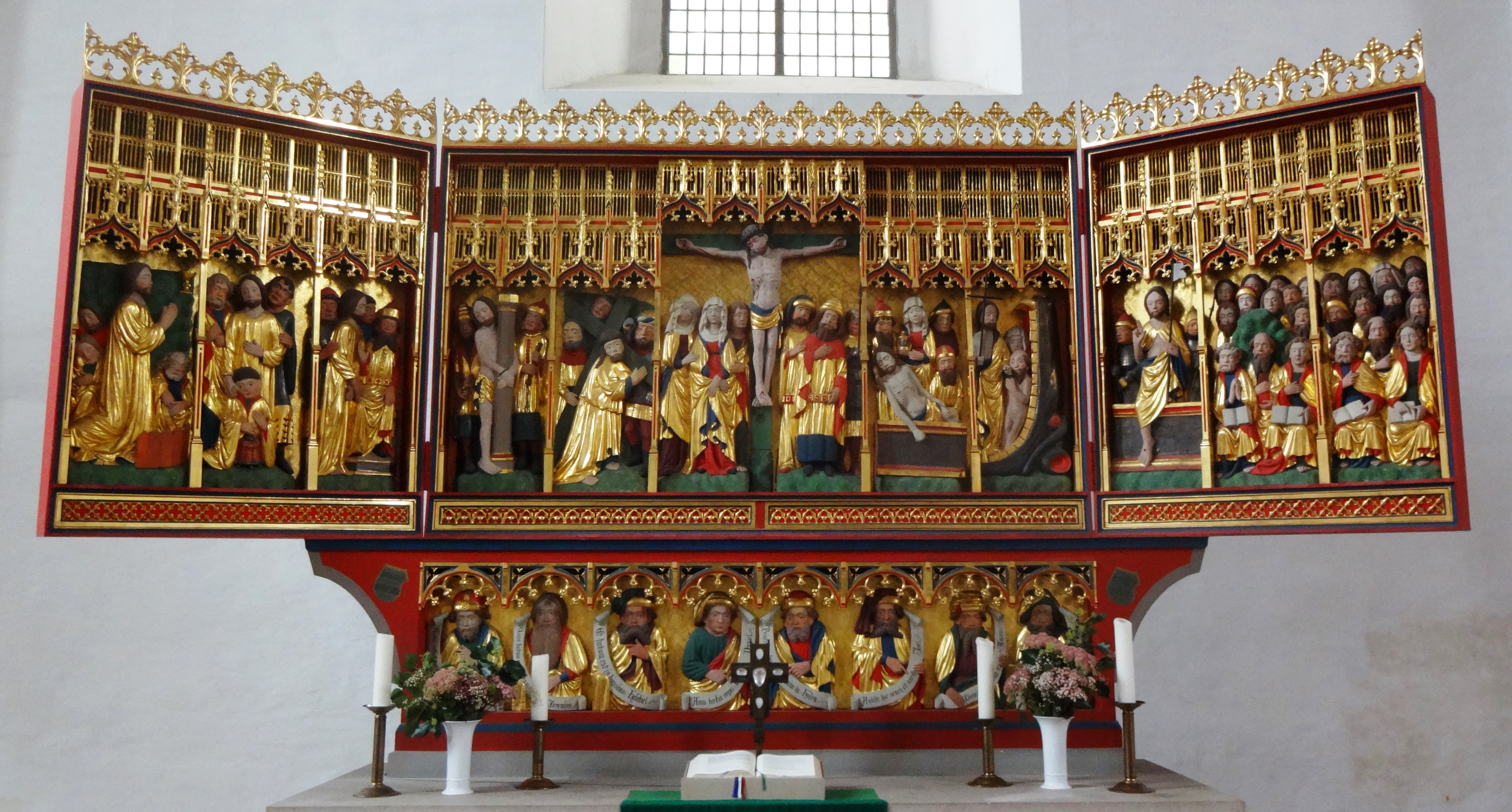
Altaarstuk (ca. 1450) in dit kerkgebouw
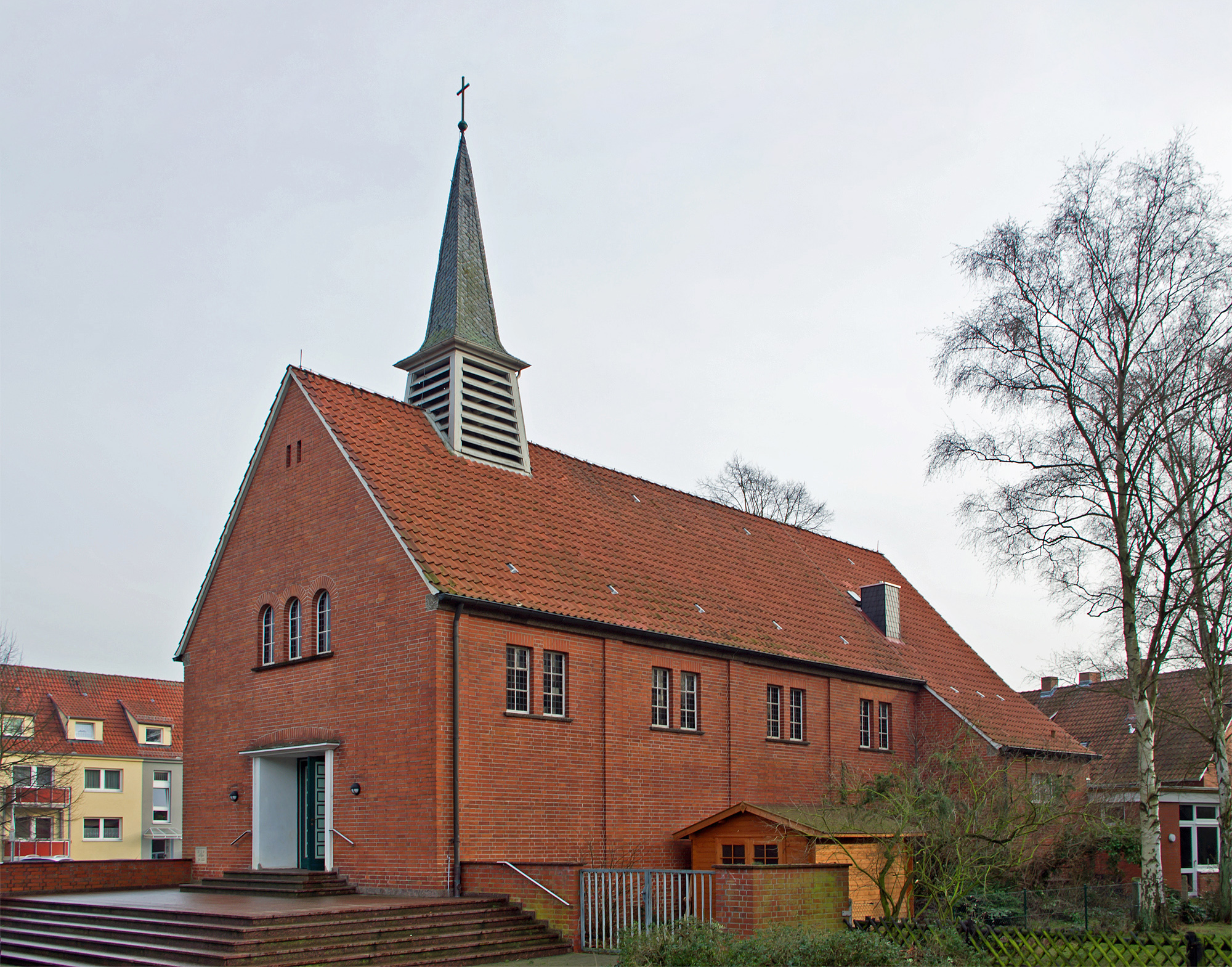
Rooms-katholieke Sint Petrus- en Pauluskerk (1954)
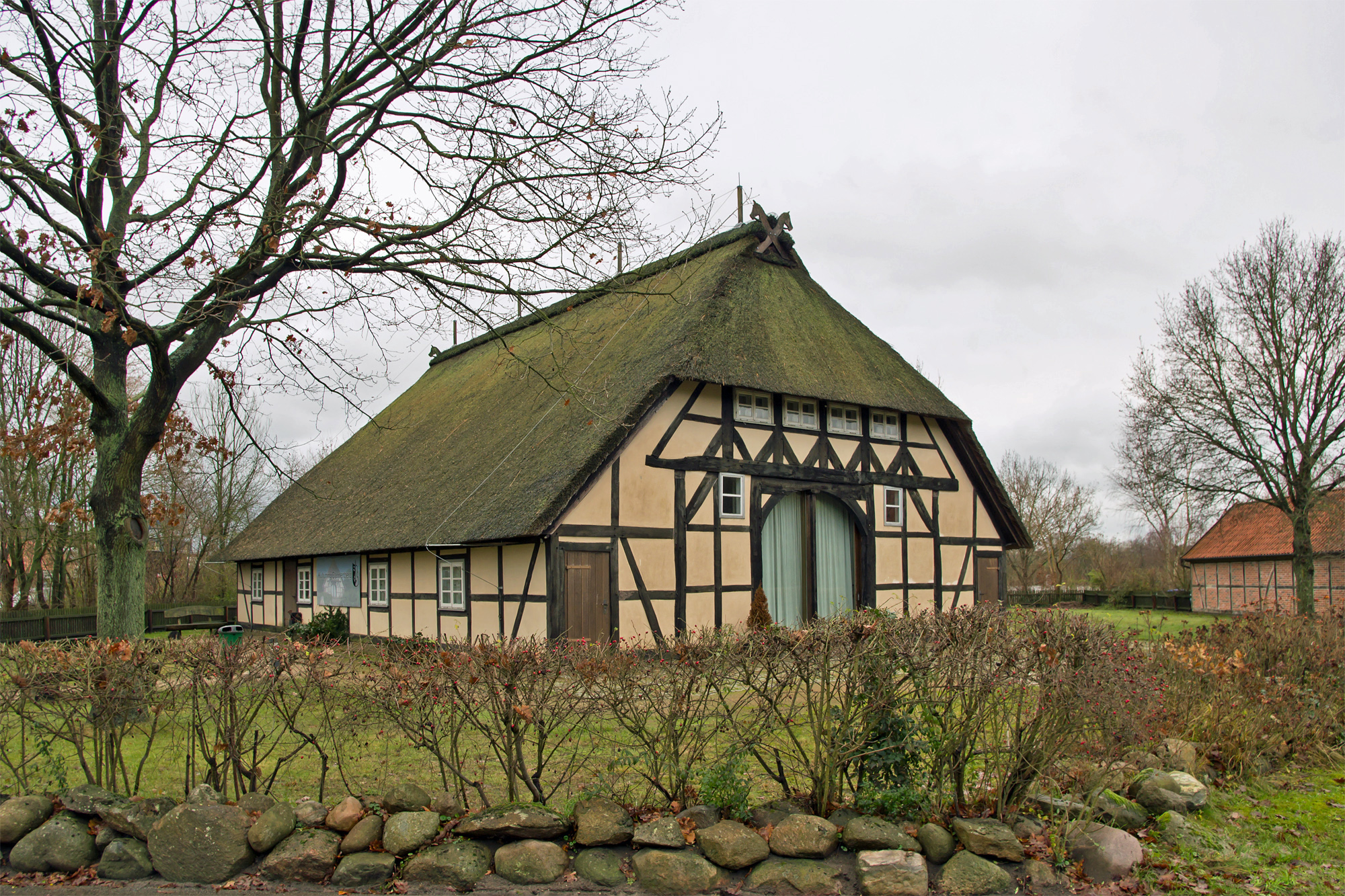
Ohm'sches Haus (1656), stond voorheen te Langendorf, daar gedemonteerd en in 1988 bij Dannenberg herbouwd
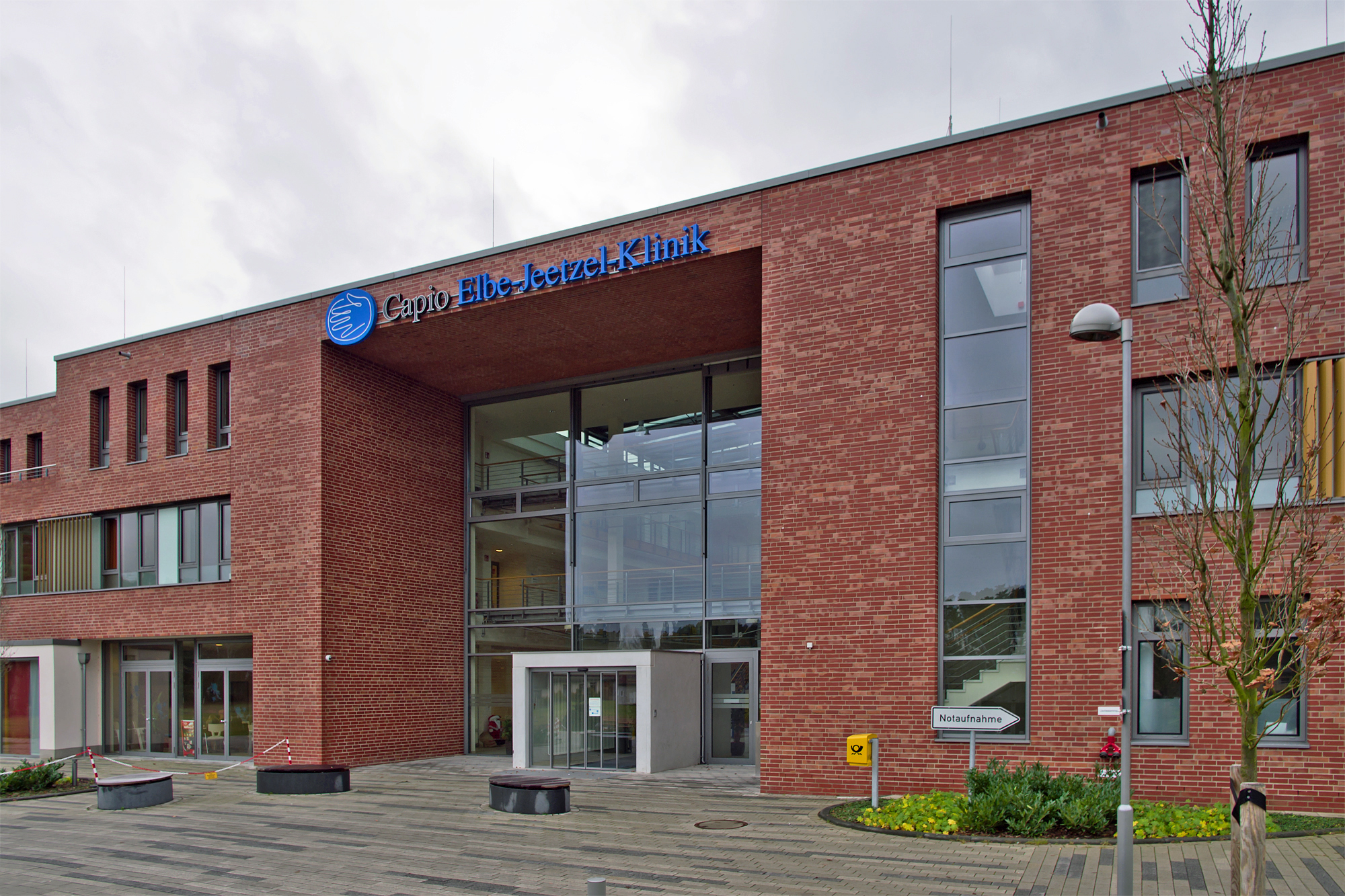
Ziekenhuis Elbe Jeetzel Klinik (175 bedden)

### In de dorpen rondom Dannenberg

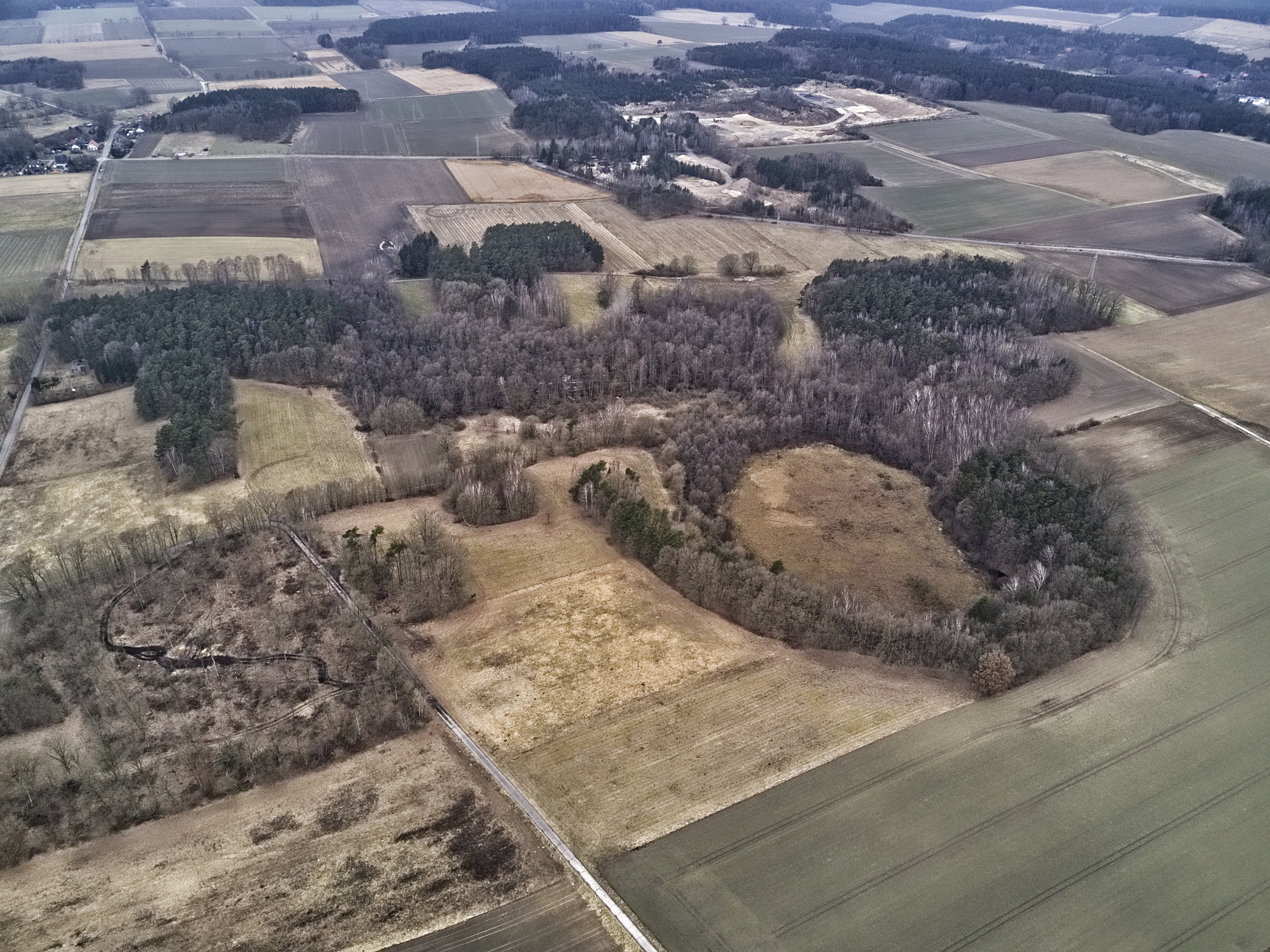
Komveen Maujahn
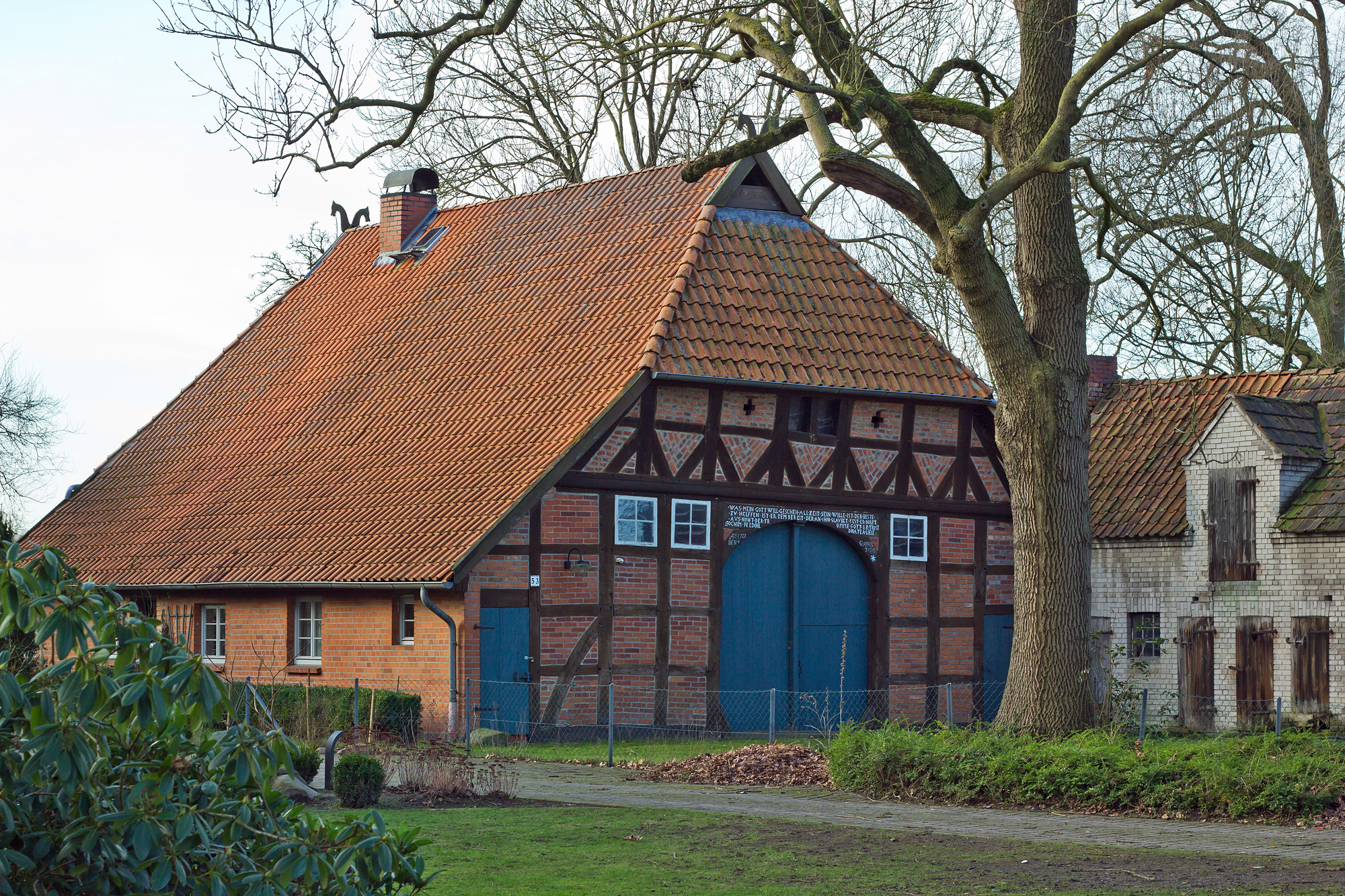
Boerderij uit 1723 te Breese
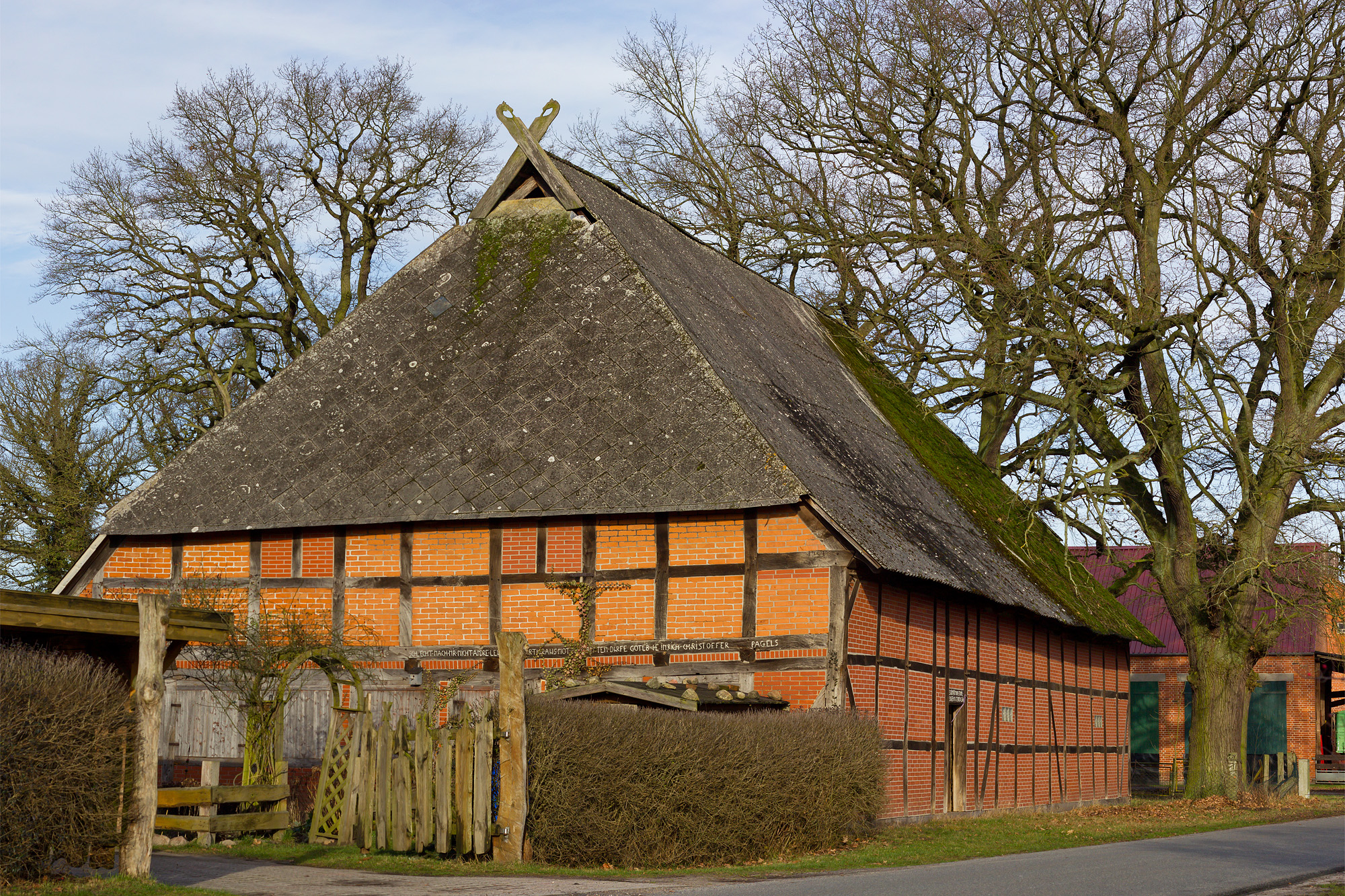
Boerderij uit 1723 te Gümse
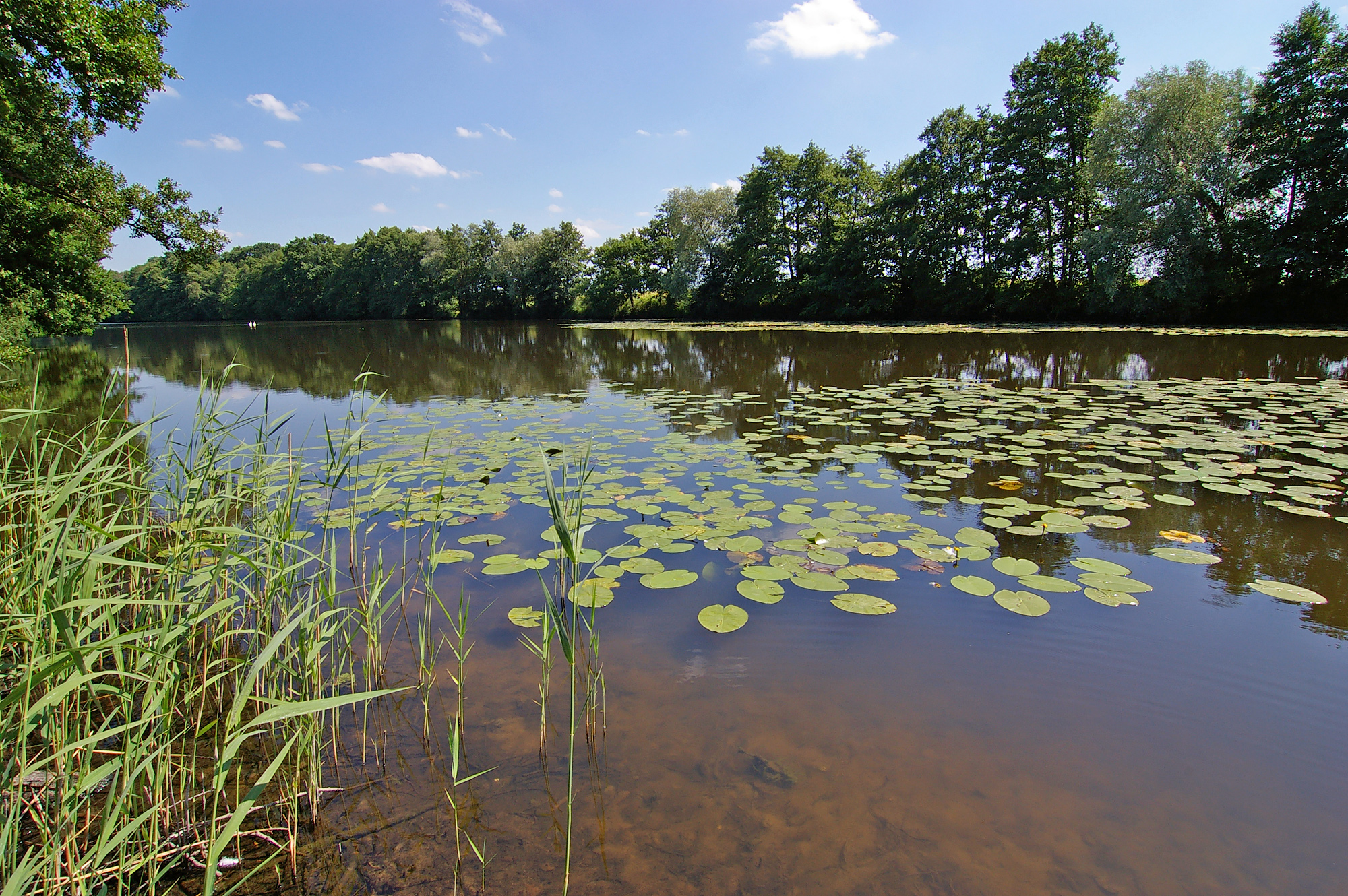
De Gümser See, een 1,2 km lange en 75 m brede dode arm van de Elbe
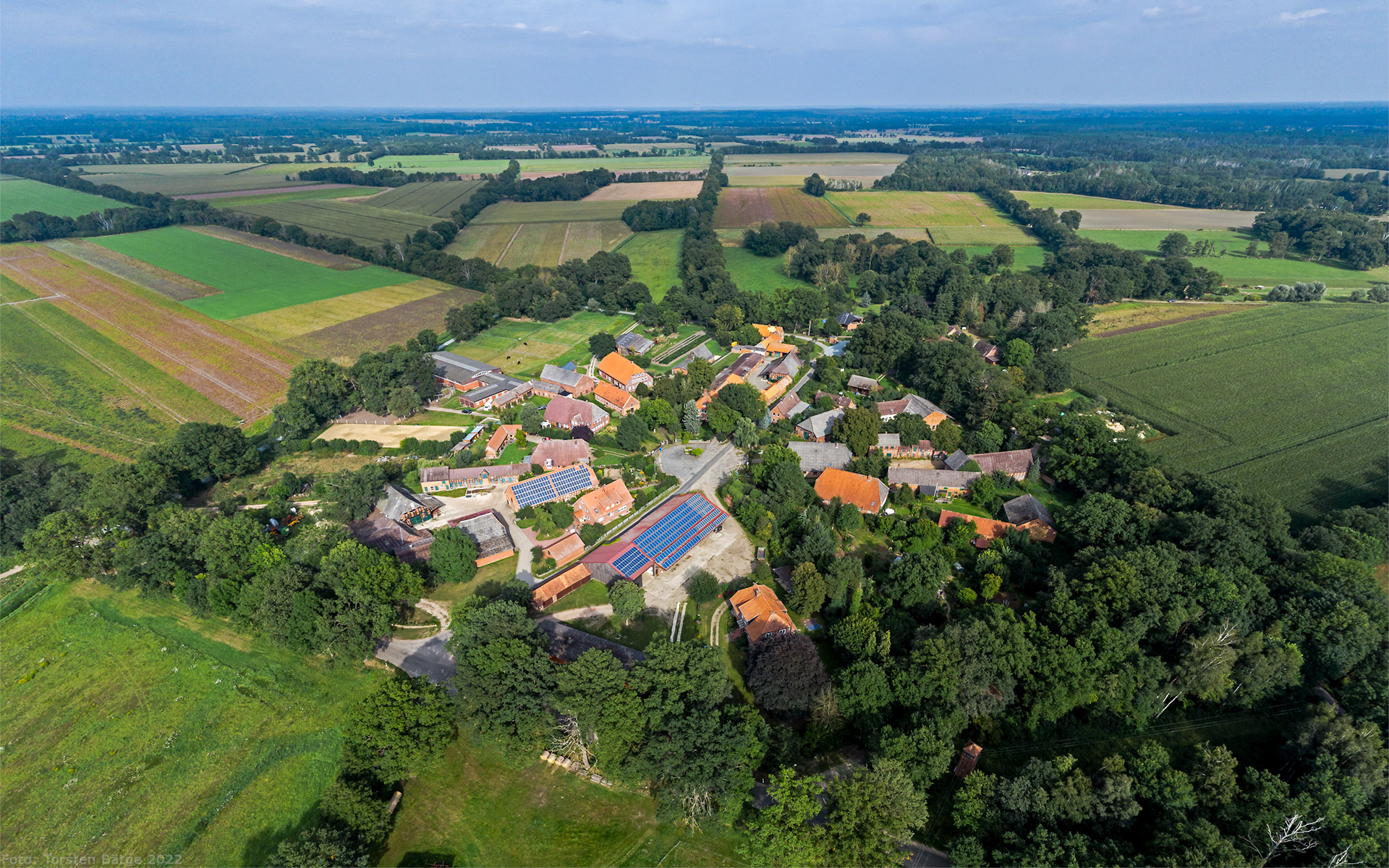
Het Rundlingsdorf Klein Heide
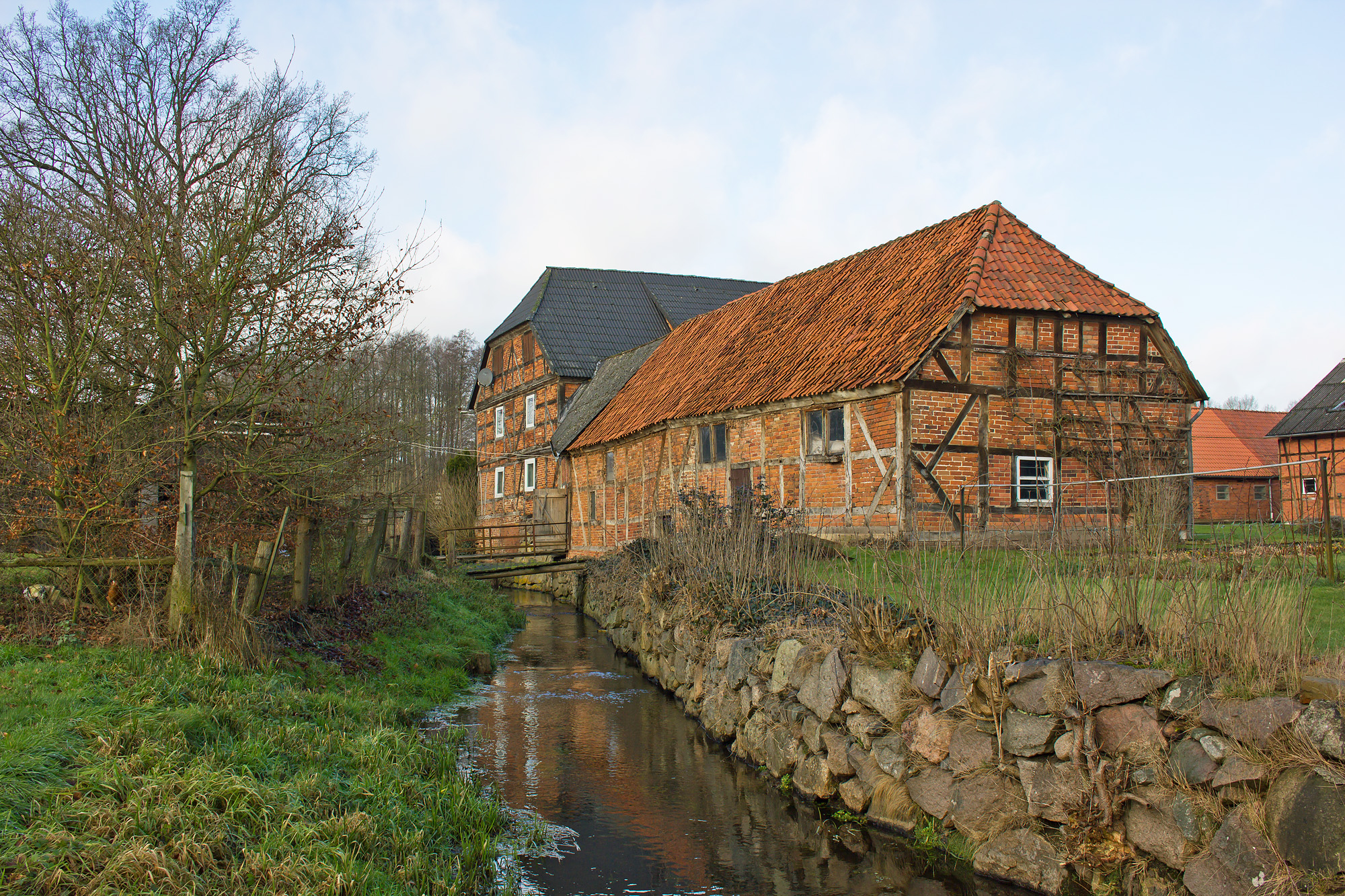
Voormalige watermolen van Schmarsau, enkele km ten westen van Dannenberg
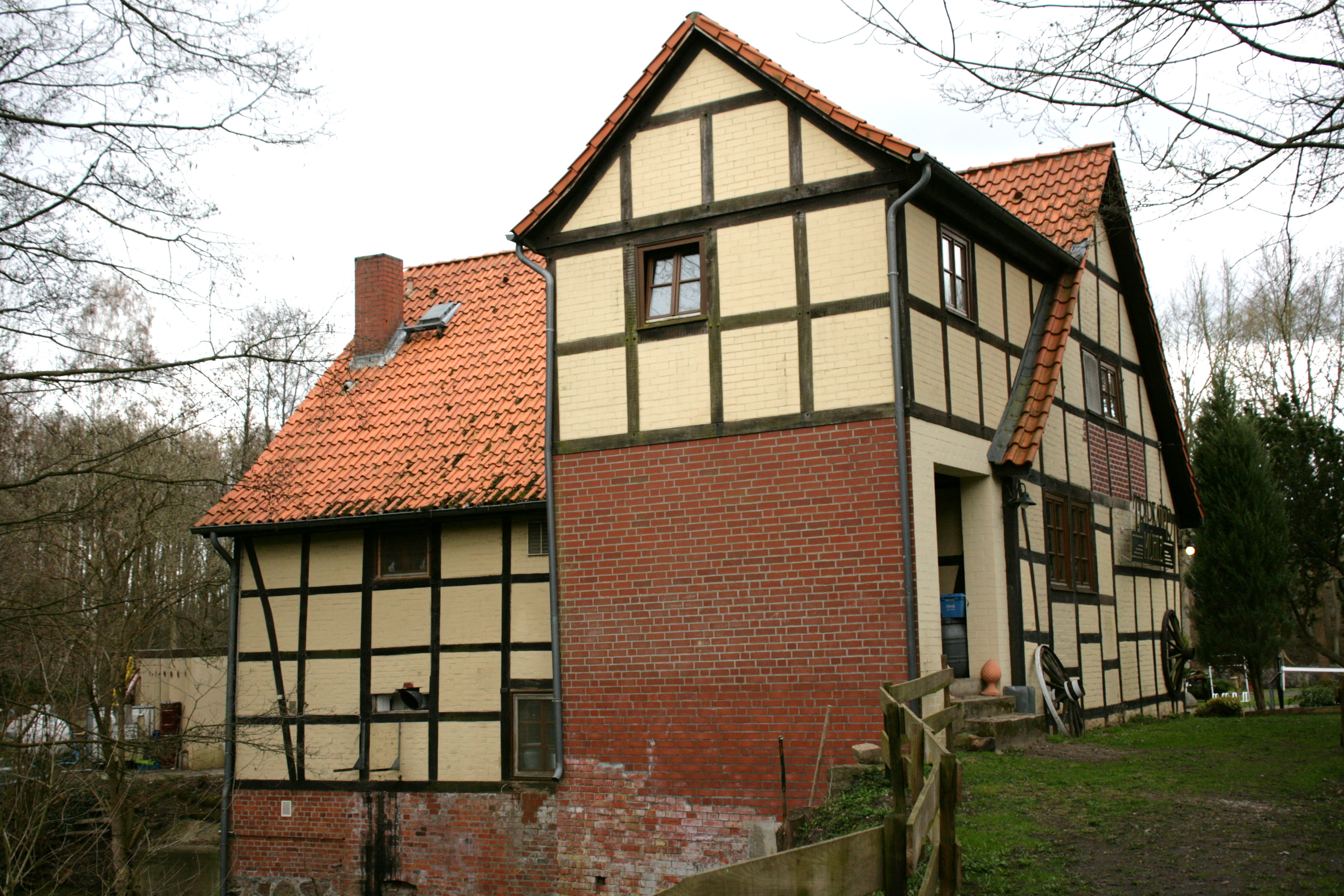
Watermolen van Tripkau

## Belangrijke personen in relatie tot Dannenberg
- Eleonore Prochaska, geboren op 11 maart 1785 te Potsdam, overleden op 5 oktober 1813 te Dannenberg, vrijheidsstrijdster, nam onder de valse naam August Renz dienst in de Duitse medische troepen, onderdeel van de legers die tegen het Frankrijk van Napoleon vochten. Tijdens de Slag bij het bos Göhrde, 16 september 1813, raakte zij zelf zwaar gewond bij een poging, gewonde kameraden te redden, en bezweek enige weken later aan die verwondingen. Vooral in de periode tot 1933 werd zij zeer geëerd.

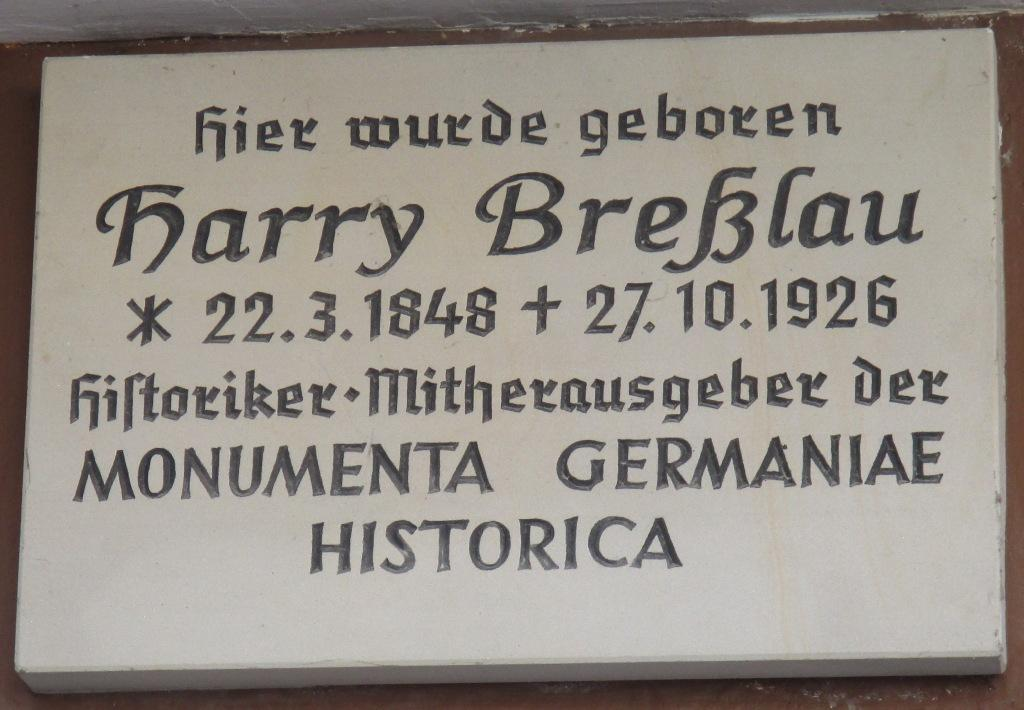
Gedenkplaquette Harry Breßlau aan de Münzstraße te Dannenberg

- Harry Breßlau of Bresslau, geboren te Dannenberg op 22 maart 1848, overleden op 27 oktober 1926 te Heidelberg, diplomaat, vooraanstaand in de middeleeuwen gespecialiseerd historicus, mede-samensteller van de Monumenta Germaniae Historica, ondanks zijn joodse afstamming hooggeacht door collega-wetenschappers; schoonvader van Albert Schweitzer[3]
- Nicolas Born, geboren op 31 december 1937 in Duisburg, overleden op 7 december 1979 in Breese in der Marsch, gemeente Dannenberg, schrijver en dichter; zijn roman Die Fälschung verscheen zeer kort vóór zijn dood, en werd in 1981 verfilmd door Volker Schlöndorff. Postuum, in 2007, is nog een voor de Duitse literatuurgeschiedenis niet onbelangrijk boek verschenen, dat correspondentie tussen Nicolas Born en andere schrijvers bevat, onder wie Günter Grass, Uwe Johnson en Peter Handke.